# Bunuri mobile din domeniul arheologie clasate în patrimoniul cultural național al României aflate în județul Botoșani
Acestă listă conține bunurile mobile din domeniul arheologie clasate în Patrimoniul cultural național al României aflate la momentul clasării în județul Botoșani.

## Tezaur
| Foto | Informații generale            | Detalii tehnice | Descriere | Deținător                          | Legături |
| ---- | ------------------------------ | --- | --- | ---------------------------------- | -------- |
|      | Strachină                      | Descoperit: jud. BOTOȘANI, com. VORNICENI, VORNICENI, Pod Ibăneasa Material: lut; modelare cu mâna; ardere oxidantă                                                             | Strachină lucrată din pastă fină, arsă oxidant. Are corp tronconic, buza ușor evazată, o proeminență străpunsă orizontal între corp și buză, fund nedefinit. Vasul este pictat cu brun pe fond alb. Pe buză sunt pictate benzi piezișe iar pe fundul vasului sunt două motive arcuite, așezate opus, însoțite de benzi așezate pieziș. | Muzeul Județean Botoșani, Botoșani | Cimec    |
|      | Capac                          | Descoperit: jud. BOTOȘANI, com. VORNICENI, VORNICENI, Pod Ibăneasa Material: lut; modelare cu mâna; ardere oxidantă                                                             | Capac lucrat din pastă fină, arsă oxidant. Are formă tronconică, gura largă, buza dreaptă, în prelungirea corpului, fund nedefinit, corp rotunjit. Vasul este pictat exterior cu brun pe fond alb. Pe buză are o friză de motive ovoidale cruțate în lut, însoțite de benzi arcuite. Pe corp are trei motive ovoidale însoțite de benzi arcuite. | Muzeul Județean Botoșani, Botoșani | Cimec    |
|      | Vas-suport                     | Descoperit: jud. BOTOȘANI, com. VORNICENI, VORNICENI, Pod Ibăneasa Material: lut; modelare cu mâna; ardere oxidantă                                                             | Vas din pastă semifină, arsă oxidant. Are corp cilindric, cu baza și gura evazate. Pe corp au fost tăiate două fante verticale. Este pictat în exterior în trei registre cu brun și alb, pe corp are volute spiralice iar pe pâlnii, atât în interior cât și în exterior, cu motive geometrice. | Muzeul Județean Botoșani, Botoșani | Cimec    |
|      | Mărgică                        | Descoperit: jud. BOTOȘANI, com. VORNICENI, VORNICENI, Pod Ibăneasa Material: cupru; batere la rece                                                                              | Piesa este realizată prin batere și rulare, din foiță de cupru. Are un început de corodare. | Muzeul Județean Botoșani, Botoșani | Cimec    |
|      | Topor-daltă                    | Descoperit: jud. BOTOȘANI, com. VORNICENI, VORNICENI, Pod Ibăneasa Material: cupru; batere la cald                                                                              | Topor cu tăiș semicircular, evazat la capete. Secțiunea transversală a muchiei este pătrată, cea longitudinală este triunghiulară. | Muzeul Județean Botoșani, Botoșani | Cimec    |
|      | Brățară                        | Descoperit: jud. BOTOȘANI, com. VORNICENI, VORNICENI, Pod Ibăneasa Material: cupru; batere la cald                                                                              | Fragment dintr-o spiră de brățară, secțiune transversală rotundă. | Muzeul Județean Botoșani, Botoșani | Cimec    |
|      | Străpungător                   | Descoperit: jud. BOTOȘANI, com. VORNICENI, VORNICENI, Pod Ibăneasa Material: cupru; turnare                                                                                     | Secțiune rotundă, un capăt ascuțit și celălalt turtit. | Muzeul Județean Botoșani, Botoșani | Cimec    |
|      | Străpungător                   | Descoperit: jud. BOTOȘANI, com. VORNICENI, VORNICENI, Pod Ibăneasa Material: cupru; batere la cald                                                                              | Secțiune transversală rectangulară în partea proximală și circulară în partea distală, cu profil drept. | Muzeul Județean Botoșani, Botoșani | Cimec    |
|      | Statuetă                       | Școală: Vorniceni Descoperit: jud. Botoșani, com. VORNICENI, VORNICENI, pod. Ibăneasa Material: lut, modelare                                                                   | Statuetă feminină fragmentară, pastă foarte fină, arsă oxidant. Îi lipsesc capul și umerii. Picioarele sunt demarcate pe ambele fețe. Este decorată cu incizii de o precizie deosebită. Pe picioare inciziile sunt grupate sub forma unor linii unite la capăt. Pe abdomen are un romb încadrat de linii piezișe. Pe fese sunt incizate spirale unghiulare încadrate de linii frânte. | Muzeul Județean Botoșani, Botoșani | Cimec    |
|      | Statuetă                       | Școală: Dobârceni Descoperit: jud. Botoșani, com. Dobârceni, DOBÂRCENI, Dealul Viei Material: lut, modelare                                                                     | Modelată din pastă fină, omogenă, bine arsă. Este de tip așezat. Capul este modelat sub forma unei proeminențe conice, fără detalii anatomice. Torsul este aproape plat, brațele sub forma unor "morse" realizate în unghi drept. Bustul e asrcuit spre spate. Talia zveltă, marcată, bazinul și șoldurile ample. Partea inferioară, picioarele, sub formă conică, picioarele demarcate. E decorată cu incizii, romburi pe trunchi și cu spirale pe picioare și fese. Ca elemente plastice: un pandativ agățat cu un colier, părul sub forma a patru cozi late și o centură sub forma unui șarpe. | Muzeul Județean Botoșani, Botoșani | Cimec    |
|      | Statuetă                       | Descoperit: jud. Botoșani, com. VORNICENI, VORNICENI, pod.Ibăneasa Material: lut, modelare                                                                                      | Statuetă feminină, pastă fină, omogenă. Piesă întreagă, în poziție șezândă, picioarele îndreptate în jos, demarcate doar pe partea dorsală. E decorată prin incizii în care s-a aplicat culoare roșie pe ambele fețe. Motivele decorative sunt sub forma romburilor, liniilor și a unui șorț ornamentat cu linii și puncte înțepate. Capul e modelat sub forma unei preminențe conice, fără detalii anatomice; mâinile sunt sub forma unor "amorse" în unghi drept. | Muzeul Județean Botoșani, Botoșani | Cimec    |
|      | Vas-suport                     | Descoperit: jud. Botoșani, com. VORNICENI, VORNICENI, pod.Ibăneasa Material: lut                                                                                                | Vas realizat din pastă semifină, ars oxidant, are corpul relativ cilindric, capetele deschise în pâlnie. Are corpul relativ cilindric, capetele deschise în pâlnie. Sub pâlnia superioară are două perforații circulare dispuse opus. În registrul superior, pâlnia este delimitată de corp printr-o bandă lată de culoare ciocolatie. Corpul și pâlnia inferioară sunt decorate cu un sistem de benzi circulare subțiri și late, intercalate: patru, trei, două benzi subțiri despărțite prin benzi late. | Muzeul Județean Botoșani, Botoșani | Cimec    |
|      | Vas cu prag interior           | Descoperit: jud. Botoșani, com. VORNICENI, VORNICENI, pod.Ibăneasa Material: lut                                                                                                | Modelat din pastă fină, ars oxidant la roșu. Formă oarecum tronconică la exterior, buza înclinată spre interior, o proeminență străpunsă orizontal sub diametrul maxim al vasului. În interior e modelat sub formă de cupă cu prag. A fost decorat cu trei registre cu roșu pe fond alb. Pe buză decorul este compus din benzi simple, trase oblic; pe corp este pictat cu dungi orizontale paralele iar pe fund are un motiv cruciform, cu două brațe lungi ce urcă puțin pe corpul vasului și două brațe scurte. | Muzeul Județean Botoșani, Botoșani | Cimec    |
|      | Vas cu gura largă              | Descoperit: jud. Botoșani, com. VORNICENI, VORNICENI, pod.Ibăneasa Material: lut                                                                                                | Vas realizat din pastă semifină, ars oxidant, ars secundar. Are gâtul marcat, buza ușor adusă spre interior, două apucătoare laterale la baza gâtului străpunse orizontal. Corpul bitronconic, fundul plat. Suprafața vasului e împărțită în patru metope ce pleacă de la baza vasului până la buză. Decorul e compus din motive spiralice unghiulare realizate cu negru pe fond alb. Fundul vasului, plat, e delimitat de corpul vasului printr-un cerc negru. | Muzeul Județean Botoșani, Botoșani | Cimec    |
|      | Vas globular                   | Descoperit: jud. Botoșani, com. VORNICENI, VORNICENI, pod.Ibăneasa Material: lut                                                                                                | Lucrat din pastă fină, ars oxidant. Gura strâmtă, buza ușor înclinată spre interior, gâtul scurt, corpul bitronconic, umărul rotunjit, fundul drept. La baza gâtului are un prag foarte ușor șănțuit. Pe diametrul maxim are două apucători străpunse vertical. Registrele tectonice sunt mărginite de benzi circulare brune, și trei registre orizontale. Buza vasului e pictată cu ove însoțite de benzi ascuțite, cu gura în sus. Corpul e ornamentat cu motive pictate tricrom, spirale în bandă cu nervură roșie atât în registrul superior cât și în cel inferior. Remarcabil la acest vas este faptul că a fost repictat, vechea pictură apărând de sub decor, putând reprezenta un vas școală (?).                                 | Muzeul Județean Botoșani, Botoșani | Cimec    |
|      | Capac                          | Descoperit: jud. Botoșani, com. VORNICENI, VORNICENI, pod.Ibăneasa Material: lut                                                                                                | Lucrat din pastă semifină, ars oxidant. Are formă de clopot, fundul plat, corpul arcuit, buza evazată, două proeminențe așezate opus pe corp, străpunse vertical. Decorul este bicrom, brun pe fond alb, în trei registre. Pe fundul vasului, așezate opus sunt patru grupări de arcuri duble: două mari și alte două mici. Pe corp sunt dispuse patru volute spiralice simple cu benzi de legătură. Pe buză vasul este decorat cu perle ovoidale încadrate de arcuri. | Muzeul Județean Botoșani, Botoșani | Cimec    |
|      | Vas cu prag interior           | Descoperit: jud. Botoșani, com. VORNICENI, VORNICENI, pod.Ibăneasa Material: lut                                                                                                | Modelat din pastă foarte fină, ars oxidant, la roșu. Formă oarecum tronconică la exterior, buza înclinată spre interior, o proeminență străpunsă sub diametrul maxim al vasului. În interior e modelat sub formă de cupă cu prag. A fost decorat în douză registre, cu roșu pe fond alb. Decorul de pe buză e compus din perle albe încadrate de benzi arcuite, roșii brune. Pe corpul vasului sunt linii paralele albe și roșii. | Muzeul Județean Botoșani, Botoșani | Cimec    |
|      | Oală                           | Datare: sec. IV-V Școală: Mihălășeni Descoperit: jud. Botoșani, com. Mihălășeni, MIHĂLĂȘENI, Șesul Bașeului Material: lut; modelare la roată                                    | Oală lucrată din pastă fină cenușie, cu nervură pe gât și două praguri pe umăr, cu fund inelar. | Muzeul Județean Botoșani, Botoșani | Cimec    |
|      | Castron                        | Datare: sec. IV-V Școală: Mihălășeni Descoperit: jud. Botoșani, com. Mihălășeni, MIHĂLĂȘENI, Șesul Bașeului Material: lut; modelare la roată                                    | Castron lucrat la roată din pastă fină cenușie, cu decor în zigzag, lustruit pe umăr, cu fund concav profilat. | Muzeul Județean Botoșani, Botoșani | Cimec    |
|      | Fibulă                         | Datare: sec. IV-V Școală: Mihălășeni Descoperit: jud. Botoșani, com. Mihălășeni, MIHĂLĂȘENI, Șesul Bașeului Material: bronz; batere                                             | Fibulă din bronz cu portagrafă fixă, picior pentagonal și resort executat din două bucați. | Muzeul Județean Botoșani, Botoșani | Cimec    |
|      | Cataramă                       | Datare: sec. IV-V Școală: Mihălășeni Descoperit: jud. Botoșani, com. Mihălășeni, MIHĂLĂȘENI, Șesul Bașeului Material: argint; batere                                            | Cataramă din argint cu veriga ovală, circulară în secțiune, spin decorat cu nervuri spre capăt și garnitură ovală. | Muzeul Județean Botoșani, Botoșani | Cimec    |
|      | Pieptene                       | Datare: sec. IV-V Școală: Mihălășeni Descoperit: jud. Botoșani, com. Mihălășeni, MIHĂLĂȘENI, Șesul Bașeului Material: os; șlefuire                                              | Pieptene cu mâner semicircular executat din trei rânduri de plăci prinse cu nituri de bronz. | Muzeul Județean Botoșani, Botoșani | Cimec    |
|      | Pieptene                       | Datare: sec. IV-V Școală: Mihălășeni Descoperit: jud. Botoșani, com. Mihălășeni, MIHĂLĂȘENI, Șesul Bașeului Material: os; șlefuire                                              | Pieptene cu mâner semicircular și marginile plăcilor cu dinți oblici. | Muzeul Județean Botoșani, Botoșani | Cimec    |
|      | Fibulă                         | Datare: sec. IV-V Școală: Mihălășeni Descoperit: jud. Botoșani, com. Mihălășeni, MIHĂLĂȘENI, Șesul Bașeului Material: argint; turnare                                           | Fibulă de argint cu semidisc și placă pentagonală cu resort scurt, având o singură spirală, ax de fier și portagrafă în formă de teacă. | Muzeul Județean Botoșani, Botoșani | Cimec    |
|      | Fibulă                         | Datare: sec. IV-V Școală: Mihălășeni Descoperit: jud. Botoșani, com. Mihălășeni, MIHĂLĂȘENI, Șesul Bașeului Material: argint; turnare                                           | Fibulă de argint cu semidisc și placă pentagonală cu resort scurt, având o singură spirală, ax de fier și portagrafă în formă de teacă. | Muzeul Județean Botoșani, Botoșani | Cimec    |
|      | Fibulă                         | Datare: sec. IV-V Școală: Mihălășeni Descoperit: jud. Botoșani, com. Mihălășeni, MIHĂLĂȘENI, Șesul Bașeului Material: bronz; turnare                                            | Fibulă de bronz cu piciorul înfășurat și resortul executat din trei segmente, descoperită pe umărul stâng. | Muzeul Județean Botoșani, Botoșani | Cimec    |
|      | Pieptene                       | Datare: sec. IV-V Școală: Mihălășeni Descoperit: jud. Botoșani, com. Mihălășeni, MIHĂLĂȘENI, Șesul Bașeului Material: os; șlefuire                                              | Pieptene cu mâner trapezoidal, cu alveole la partea superioară a mânerului, executat din trei rânduri de plăci prinse cu nituri de bronz, decorat cu grupe de cercuri incizate în os, cu punct în mijloc. | Muzeul Județean Botoșani, Botoșani | Cimec    |
|      | Colier                         | Datare: sec. IV-V Școală: Mihălășeni Descoperit: jud. Botoșani, com. Mihălășeni, MIHĂLĂȘENI, Șesul Bașeului Material: sticlă                                                    | Colier format din 41 de mărgele de sticlă albastră, polifațetate, de dimensiuni apropiate, cca. 0,5-0,8 cm. | Muzeul Județean Botoșani, Botoșani | Cimec    |
|      | Fibulă                         | Datare: sec. IV-V Școală: Mihălășeni Descoperit: jud. Botoșani, com. Mihălășeni, MIHĂLĂȘENI, Șesul Bașeului Material: argint; turnare                                           | Fibulă de argint cu semidisc și placă pentagonală la picior, cu resort dublu și portagrafă fixă. | Muzeul Județean Botoșani, Botoșani | Cimec    |
|      | Fibulă                         | Datare: sec. IV-V Școală: Mihălășeni Descoperit: jud. Botoșani, com. Mihălășeni, MIHĂLĂȘENI, Șesul Bașeului Material: argint; turnare                                           | Fibulă de argint cu semidisc și placă pentagonală la picior, cu resort dublu și portagrafă fixă. | Muzeul Județean Botoșani, Botoșani | Cimec    |
|      | Pieptene                       | Datare: sec. IV-V Școală: Mihălășeni Descoperit: jud. Botoșani, com. Mihălășeni, MIHĂLĂȘENI, Șesul Bașeului Material: os; șlefuire                                              | Pieptene de os cu mâner semicircular și aripi laterale ridicate albiat, executat din trei rânduri de plăci prinse cu nituri de bronz. | Muzeul Județean Botoșani, Botoșani | Cimec    |
|      | Colier                         | Datare: sec. IV-V Școală: Mihălășeni Descoperit: jud. Botoșani, com. Mihălășeni, MIHĂLĂȘENI, Șesul Bașeului Material: sticlă; turnare                                           | Colier format din 12 de mărgele de sticlă albastră, polifațetate. | Muzeul Județean Botoșani, Botoșani | Cimec    |
|      | Cataramă                       | Datare: sec. IV-V Școală: Mihălășeni Descoperit: jud. Botoșani, com. Mihălășeni, MIHĂLĂȘENI, Șesul Bașeului Material: bronz; batere                                             | Cataramă de bronz cu veriga ovală și plăcuța rectangulară. | Muzeul Județean Botoșani, Botoșani | Cimec    |
|      | Pahar                          | Datare: sec. IV-V Școală: Mihălășeni Descoperit: jud. Botoșani, com. Mihălășeni, MIHĂLĂȘENI, Șesul Bașeului Material: sticlă; turnare                                           | Pahar tronconic de sticlă subțire, cu trei caneluri late pe corp, dintre care două mai pronunțate. | Muzeul Județean Botoșani, Botoșani | Cimec    |
|      | Pahar                          | Datare: sec. IV-V Școală: Mihălășeni Descoperit: jud. Botoșani, com. Mihălășeni, MIHĂLĂȘENI, Șesul Bașeului Material: sticlă; turnare                                           | Pahar de sticlă verzuie, cu pereții groși, decor format din patru registre de ove verticale pe corp delimitate la partea superioară de un registru de ove mai mici orizontale, distanțate între ele. | Muzeul Județean Botoșani, Botoșani | Cimec    |
|      | Cană                           | Datare: sec. IV-V Școală: Mihălășeni Descoperit: jud. Botoșani, com. Mihălășeni, MIHĂLĂȘENI, Șesul Bașeului Material: lut ars; modelare la roată                                | Cană bitronconică, lucrată la roată din pastă cenușie, cu toarta rectangulară în secțiune, nervură pe gât, prag pe umăr, canelură în zig zag pe corp și cu fund inelar. | Muzeul Județean Botoșani, Botoșani | Cimec    |
|      | Castron                        | Datare: sec. IV-V Școală: Mihălășeni Descoperit: jud. Botoșani, com. Mihălășeni, MIHĂLĂȘENI, Șesul Bașeului Material: lut; modelare la roată                                    | Castron cu trei torți lucrat din pastă fină cenușie, cu nervură sub buză și cu fund inelar. | Muzeul Județean Botoșani, Botoșani | Cimec    |
|      | Amforetă                       | Datare: sec. IV-V Școală: Mihălășeni Descoperit: jud. Botoșani, com. Mihălășeni, MIHĂLĂȘENI, Șesul Bașeului Material: lut; modelare la roată                                    | Amforetă lucrată la roată din pastă fină, cenușie, cu gura largă și gâtul scurt, cu două nervuri, un A pe gât și un A pe partea superioară a corpului, cu toartă circulară în secțiune și fund inelar. | Muzeul Județean Botoșani, Botoșani | Cimec    |
|      | Cană                           | Datare: sec. IV-V Școală: Mihălășeni Descoperit: jud. Botoșani, com. Mihălășeni, MIHĂLĂȘENI, Șesul Bașeului Material: lut; modelare la roată                                    | Cană lucrată la roată din pastă fină cenușie, cu nervură pronunțată sub buză, cu toartă rectangulară în secțiune și cu fund plat profilat. | Muzeul Județean Botoșani, Botoșani | Cimec    |
|      | Cană                           | Datare: sec. IV-V Școală: Mihălășeni Descoperit: jud. Botoșani, com. Mihălășeni, MIHĂLĂȘENI, Șesul Bașeului Material: lut; modelare la roată                                    | Cană bitronconică cu umărul rotunjit și gâtul cilindric, lucrat la roată din pastă fină cenușie, cu toartă rectangulară în secțiune și cu fund inelar. | Muzeul Județean Botoșani, Botoșani | Cimec    |
|      | Cană romană                    | Datare: sec. IV-V Școală: Mihălășeni Descoperit: jud. Botoșani, com. Mihălășeni, MIHĂLĂȘENI, Șesul Bașeului Material: lut; modelare la roată                                    | Cană romană din pastă fină cărămizie, gura trilobată, toartă din bandă relativ lată având o carenă longitudinală la exterior, nervură sub buză, caneluri în partea superioară a corpului și cu fund inelar. | Muzeul Județean Botoșani, Botoșani | Cimec    |
|      | Castron                        | Datare: sec. IV-V Școală: Mihălășeni Descoperit: jud. Botoșani, com. Mihălășeni, MIHĂLĂȘENI, Șesul Bașeului Material: lut; modelare la roată                                    | Castron bitronconic lucrat la roată din pastă fină cenușie, cu fund inelar. | Muzeul Județean Botoșani, Botoșani | Cimec    |
|      | Vas cu picior                  | Datare: sec. IV-V Școală: Mihălășeni Descoperit: jud. Botoșani, com. Mihălășeni, MIHĂLĂȘENI, Șesul Bașeului Material: lut; modelare la roată                                    | Cupă cu picior și picior tronconic, lucrată la roată din pastă cenușie, cu nervură sub buză, prag pe umăr, canelură pe carenă și picior tronconic înalt. | Muzeul Județean Botoșani, Botoșani | Cimec    |
|      | Oală                           | Datare: sec. IV-V Școală: Mihălășeni Descoperit: jud. Botoșani, com. Mihălășeni, MIHĂLĂȘENI, Șesul Bașeului Material: lut; modelare la roată                                    | Oală lucrată la roată din pastă fină cenușie, cu decor lustruit pe gât și cu fund plat profilat. | Muzeul Județean Botoșani, Botoșani | Cimec    |
|      | Oală                           | Datare: sec. IV-V Școală: Mihălășeni Descoperit: jud. Botoșani, com. Mihălășeni, MIHĂLĂȘENI, Șesul Bașeului Material: lut; modelare la roată                                    | Oală sferoidală, aplatizată, lucrată la roată din pastă fină cenușie, cu fund inelar. | Muzeul Județean Botoșani, Botoșani | Cimec    |
|      | Cuțitaș                        | Datare: sec. IV-V Școală: Mihălășeni Descoperit: jud. Botoșani, com. Mihălășeni, MIHĂLĂȘENI, Șesul Bașeului Material: bronz; turnare                                            | Cuțitaș cu tăișul și vârful ascuțite, ceafa puțin îngustată, mânerul fiind o prelungire a lamei prin îngustare treptată a ambelor părți. | Muzeul Județean Botoșani, Botoșani | Cimec    |
|      | Clopoțel                       | Datare: sec. IV-V Școală: Mihălășeni Descoperit: jud. Botoșani, com. Mihălășeni, MIHĂLĂȘENI, Șesul Bașeului Material: bronz; turnare                                            | Clopoțel de bronz, cu slabe urme de aurire, decorat cu trei grupe de câte trei cercuri concentrice, având în centru câte o perforație și câte două incizii orizontale paralele la parte superioară. Lipsește limba. | Muzeul Județean Botoșani, Botoșani | Cimec    |
|      | Pieptene                       | Datare: sec. IV-V Școală: Mihălășeni Descoperit: jud. Botoșani, com. Mihălășeni, MIHĂLĂȘENI, Șesul Bașeului Material: os; șlefuire                                              | Pieptene de os format din patru plăcuțe, cu mânerul trapezoidal, cu alveole sub buza mică, incizii decorative în zigzag deasupra dinților. | Muzeul Județean Botoșani, Botoșani | Cimec    |
|      | Pieptene                       | Datare: sec. IV-V Școală: Mihălășeni Descoperit: jud. Botoșani, com. Mihălășeni, MIHĂLĂȘENI, Șesul Bașeului Material: os; șlefuire                                              | Pieptene cu mâner semicircular, executat din trei rânduri de plăci prinse cu nituri de bronz. | Muzeul Județean Botoșani, Botoșani | Cimec    |
|      | Fibulă                         | Datare: sec. IV-V Școală: Mihălășeni Descoperit: jud. Botoșani, com. Mihălășeni, MIHĂLĂȘENI, Șesul Bahluiului Material: argint; batere                                          | Fibulă de bronz cu piciorul înfășurat și resortul dintr-o singură bucată. | Muzeul Județean Botoșani, Botoșani | Cimec    |
|      | Fibulă                         | Datare: sec. IV-V Școală: Mihălășeni Descoperit: jud. Botoșani, com. Mihălășeni, MIHĂLĂȘENI, Șesul Bașeului Material: bronz; batere                                             | Fibulă de bronz cu piciorul înfășurat și resortul dintr-o singură bucată. | Muzeul Județean Botoșani, Botoșani | Cimec    |
|      | Cuțitaș                        | Datare: sec. IV-V Școală: Mihălășeni Descoperit: jud. Botoșani, com. Mihălășeni, MIHĂLĂȘENI, Șesul Bașeului Material: bronz; turnare                                            | Cuțitaș cu tăișul și vârful ascuțite, ceafa puțin îngroșată, pedunculul mânerului fiind o prelungire a lamei. | Muzeul Județean Botoșani, Botoșani | Cimec    |
|      | Cuțitaș                        | Datare: sec. IV-V Școală: Mihălășeni Descoperit: jud. Botoșani, com. Mihălășeni, MIHĂLĂȘENI, Șesul Bașeului Material: bronz; turnare                                            | Cuțitaș cu vârful rupt, tăișul ascuțit, ceafa puțin îngroșată, pedunculul mânerului fiind în prelungirea lamei. | Muzeul Județean Botoșani, Botoșani | Cimec    |
|      | Brățară                        | Datare: sec. IV-V Școală: Mihălășeni Descoperit: jud. Botoșani, com. Mihălășeni, MIHĂLĂȘENI, Șesul Bașeului Material: bronz; turnare                                            | Brățară de bronz de formă rotundă. | Muzeul Județean Botoșani, Botoșani | Cimec    |
|      | Fibulă                         | Datare: sec. IV-V Școală: Mihălășeni Descoperit: jud. Botoșani, com. Mihălășeni, MIHĂLĂȘENI, Șesul Bașeului Material: argint; batere                                            | Fibulă de argint cu placa pentagonală și cu semidisc, dublu resort și portagrafă fixă pe jumatatea superioară a plăcii. | Muzeul Județean Botoșani, Botoșani | Cimec    |
|      | Fibulă                         | Datare: sec. IV-V Școală: Mihălășeni Descoperit: jud. Botoșani, com. Mihălășeni, MIHĂLĂȘENI, Șesul Bașeului Material: argint; batere                                            | Fibulă de argint cu placa pentagonală și cu semidisc, dublu resort și portagrafă fixă pe jumatatea superioară a plăcii. | Muzeul Județean Botoșani, Botoșani | Cimec    |
|      | Fibulă                         | Datare: sec. IV-V Școală: Mihălășeni Descoperit: jud. Botoșani, com. Mihălășeni, MIHĂLĂȘENI, Șesul Bașeului Material: bronz; batere                                             | Fibulă de bronz cu piciorul înfășurat și resortul deteriorat, decorată pe picior cu două linii în zig zag, incizate pe marginile lungi. | Muzeul Județean Botoșani, Botoșani | Cimec    |
|      | Pieptene                       | Datare: sec. IV-V Școală: Mihălășeni Descoperit: jud. Botoșani, com. Mihălășeni, MIHĂLĂȘENI, Șesul Bașeului Material: os; șlefuire                                              | Pieptene cu mânerul semicircular, executat din trei rânduri de plăci prinse cu nituri de bronz. | Muzeul Județean Botoșani, Botoșani | Cimec    |
|      | Fibulă                         | Datare: sec. IV-V Școală: Mihălășeni Descoperit: jud. Botoșani, com. Mihălășeni, MIHĂLĂȘENI, Șesul Bașeului Material: bronz; turnare                                            | Fibulă cu corpul îngust, picior înfășurat și spirala resortului dintr-o singură bucată. | Muzeul Județean Botoșani, Botoșani | Cimec    |
|      | Fibulă                         | Datare: sec. IV-V Școală: Mihălășeni Descoperit: jud. Botoșani, com. Mihălășeni, MIHĂLĂȘENI, Șesul Bașeului Material: bronz; turnare                                            | Fibulă cu corpul îngust, picior înfășurat și spirala resortului dintr-o singură bucată. | Muzeul Județean Botoșani, Botoșani | Cimec    |
|      | Pahar                          | Datare: sec. IV-V Școală: Mihălășeni Descoperit: jud. Botoșani, com. Mihălășeni, MIHĂLĂȘENI, Șesul Bașeului Material: sticlă; turnare                                           | Vas de sticlă transparentă cu pereții subțiri, corp globular și gura largă. | Muzeul Județean Botoșani, Botoșani | Cimec    |
|      | Pandantiv                      | Datare: sec. IV-V Școală: Mihălășeni Descoperit: jud. Botoșani, com. Mihălășeni, MIHĂLĂȘENI, Șesul Bașeului Material: os; șlefuire                                              | Pandativ prismatic de os, dreptunghiular în secțiune, având pe două fețe un ornament incizat, format din cercuri concentrice cu pucte la mijloc. | Muzeul Județean Botoșani, Botoșani | Cimec    |
|      | Cataramă                       | Datare: sec. IV-V Școală: Mihălășeni Descoperit: jud. Botoșani, com. Mihălășeni, MIHĂLĂȘENI, Șesul Bașeului Material: bronz; turnare                                            | Cataramă de bronz cu veriga ovală și placa rectangulară. | Muzeul Județean Botoșani, Botoșani | Cimec    |
|      | Verigă de tâmplă               | Datare: sec. IV-V Școală: Mihălășeni Descoperit: jud. Botoșani, com. Mihălășeni, MIHĂLĂȘENI, Șesul Bașeului Material: argint; turnare                                           | Verigă de tâmpă de argint, cu capetele înfășurate, executată din sârmă subțir. E | Muzeul Județean Botoșani, Botoșani | Cimec    |
|      | Cataramă                       | Datare: sec. IV-V Școală: Mihălășeni Descoperit: jud. Botoșani, com. Mihălășeni, MIHĂLĂȘENI, Șesul Bașeului Material: bronz; turnare                                            | Cataramă de bronz, cu veriga ovală și placa rectangulară, prinsă cu două nituri, unul de fier, altul de bronz. | Muzeul Județean Botoșani, Botoșani | Cimec    |
|      | Cataramă                       | Datare: sec. IV-V Școală: Mihălășeni Descoperit: jud. Botoșani, com. Mihălășeni, MIHĂLĂȘENI, Șesul Bașeului Material: argint; turnare                                           | Cataramă de argint, ovală, având o garnitură ovală cu trei nituri. | Muzeul Județean Botoșani, Botoșani | Cimec    |
|      | Pieptene                       | Datare: sec. IV-V Școală: Mihălășeni Descoperit: jud. Botoșani, com. Mihălășeni, MIHĂLĂȘENI, Șesul Bașeului Material: os; șlefuire                                              | Pieptene, cu mânerul înalt, semicircular și aripi ridicate albiat, executat din trei rânduri de plăci, prinse cu nituri de bronz, dispuse decorativ. | Muzeul Județean Botoșani, Botoșani | Cimec    |
|      | Amforă                         | Datare: sec. IV-V Școală: Mihălășeni Descoperit: jud. Botoșani, com. Mihălășeni, MIHĂLĂȘENI, Șesul Bașeului Material: lut; modelare la roată                                    | Amforetă, lucrată la roată din pastă fină, cenușie, cu toartă ovală în secțiune, cu trei registre de linii în zig-zag lustruite în partea superioară a corpului și sub margine, cuprinse între nervuri, cu fund inelar. | Muzeul Județean Botoșani, Botoșani | Cimec    |
|      | Castron                        | Datare: sec. IV-V Școală: Mihălășeni Descoperit: jud. Botoșani, com. Mihălășeni, MIHĂLĂȘENI, Șesul Bașeului Material: lut; modelare la roată                                    | Castron, lucrat la roată din pastă fină cenușie, cu prag și decor lustruit în zig-zag pe umăr, cu fund inelar. | Muzeul Județean Botoșani, Botoșani | Cimec    |
|      | Amforetă                       | Datare: sec. IV-V Școală: Mihălășeni Descoperit: jud. Botoșani, com. Mihălășeni, MIHĂLĂȘENI, Șesul Bașeului Material: lut; modelare la roată                                    | Amforetă, lucrată la roată, din pastă fină cenușie, cu toartă circulară în secțiune și cu fund plat. | Muzeul Județean Botoșani, Botoșani | Cimec    |
|      | Castron                        | Datare: sec. IV-V Școală: Mihălășeni Descoperit: jud. Botoșani, com. Mihălășeni, MIHĂLĂȘENI, Șesul Bașeului Material: lut; modelare la roată                                    | Castron înalt, cu trei torți în bandă lată și marginea în forma de T, decorat cu mai multe caneluri sub margine și pe partea superioară, teșită și cu fund inelar. | Muzeul Județean Botoșani, Botoșani | Cimec    |
|      | Cană                           | Datare: sec. IV-V Școală: Mihălășeni Descoperit: jud. Botoșani, com. Mihălășeni, MIHĂLĂȘENI, Șesul Bașeului Material: lut; modelare la roată                                    | Cană bitronconică, lucrată la roată din pastă fină, cenușie, cu toarta rectangulară în secțiune, cu o nervură pe gât și cu fund plat. | Muzeul Județean Botoșani, Botoșani | Cimec    |
|      | Cupă                           | Datare: sec. IV-V Școală: Mihălășeni Descoperit: jud. Botoșani, com. Mihălășeni, MIHĂLĂȘENI, Șesul Bașeului Material: lut; modelare la roată                                    | Cupă bitronconică, lucrată la roată, din pastă fină, cenușie, decorată prin ștamplare cu motive geometrice, cu fund convex. | Muzeul Județean Botoșani, Botoșani | Cimec    |
|      | Cană                           | Datare: sec. IV-V Școală: Mihălășeni Descoperit: jud. Botoșani, com. Mihălășeni, MIHĂLĂȘENI, Șesul Bașeului Material: lut; modelare la roată                                    | Cană lucrată la roată, din pastă fină, cenușie, cu toarta din bandă lată, având o ușoară alveolare longitudinală, decor lustruit pe umăr sub o nervură, cu fund inelar. | Muzeul Județean Botoșani, Botoșani | Cimec    |
|      | Castron                        | Datare: sec. IV-V Școală: Mihălășeni Descoperit: jud. Botoșani, com. Mihălășeni, MIHĂLĂȘENI, Șesul Bașeului Material: lut; modelare la roată                                    | Castron bitronconic, lucrat la roată din pastă fină cenușie, cu fund inelar, cu o nervură pe gât și un registru de linii în rețea, executate în tehnica lustrului, pe umăr. | Muzeul Județean Botoșani, Botoșani | Cimec    |
|      | Cană                           | Datare: sec. IV-V Școală: Mihălășeni Descoperit: jud. Botoșani, com. Mihălășeni, MIHĂLĂȘENI, Șesul Bașeului Material: lut; modelare la roată                                    | Cană bitronconică, lucrată la roată, din pastă fină, cenușie, cu toarta rectangulară în secțiune și cu fund inelar. | Muzeul Județean Botoșani, Botoșani | Cimec    |
|      | Castron                        | Datare: sec. IV-V Școală: Mihălășeni Descoperit: jud. Botoșani, com. Mihălășeni, MIHĂLĂȘENI, Șesul Bașeului Material: lut; modelare la roată                                    | Castron, lucrat la roată din pastă fină, cenușie, cu fund inelar. | Muzeul Județean Botoșani, Botoșani | Cimec    |
|      | Castron                        | Datare: sec. IV-V Școală: Mihălășeni Descoperit: jud. Botoșani, com. Mihălășeni, MIHĂLĂȘENI, Șesul Bașeului Material: lut; modelare la roată                                    | Castron, lucrat la roată din pastă fină cenușie, cu o nervură pe umăr și un registru de linii în rețea executate în tehnica lustrului și cu fund inelar. | Muzeul Județean Botoșani, Botoșani | Cimec    |
|      | Cană                           | Datare: sec. IV-V Școală: Mihălășeni Descoperit: jud. Botoșani, com. Mihălășeni, MIHĂLĂȘENI, Șesul Bașeului Material: lut; modelare la roată                                    | Cană din pastă fină, neagră, lucrată la roată cu fațete verticale și oblice pe corp, cu o nervură pronunțată pe gât. | Muzeul Județean Botoșani, Botoșani | Cimec    |
|      | Oală                           | Datare: sec. IV-V Școală: Mihălășeni Descoperit: jud. Botoșani, com. Mihălășeni, MIHĂLĂȘENI, Șesul Bașeului Material: lut; modelare la roată                                    | Oală, lucrată la roată din pastă fină cenușie, decor în rețea, fund concav și profilat. | Muzeul Județean Botoșani, Botoșani | Cimec    |
|      | Cană                           | Datare: sec. IV-V Școală: Mihălășeni Descoperit: jud. Botoșani, com. Mihălășeni, MIHĂLĂȘENI, Șesul Bașeului Material: lut; modelare la roată                                    | Cană bitronconică, cu gura trilobată, lucrată la roată din pastă fină cenușie, cu toarta din bandă lată și cu fund inelar. | Muzeul Județean Botoșani, Botoșani | Cimec    |
|      | Oală                           | Datare: sec. IV-V Școală: Mihălășeni Descoperit: jud. Botoșani, com. Mihălășeni, MIHĂLĂȘENI, Șesul Bașeului Material: lut; modelare la roată                                    | Oală, lucrată la roată, din pastă fină cenușie, decorată cu mai multe caneluri orizontale și cu două registre de linii oblice și în zig-zag, obținute în tehnica lustrului. | Muzeul Județean Botoșani, Botoșani | Cimec    |
|      | Amforetă                       | Datare: sec. IV-V Școală: Mihălășeni Descoperit: jud. Botoșani, com. Mihălășeni, MIHĂLĂȘENI, Șesul Bașeului Material: lut; modelare la roată                                    | Amforetă romană, din pastă cărămizie, cu caneluri paralele, orizontale pe corp, torți rectangulare în secțiune și cu fund ușor concav. | Muzeul Județean Botoșani, Botoșani | Cimec    |
|      | Cană                           | Datare: sec. IV-V Școală: Mihălășeni Descoperit: jud. Botoșani, com. Mihălășeni, MIHĂLĂȘENI, Șesul Bașeului Material: lut; modelare la roată                                    | Cană, lucrată la roată, din pastă fină cenușie, cu toartă frântă, decorată vertical, pe exterior, cu trei caneluri, cu o nervură pe gât și cu două incizii pe umăr, între care se află o linie lustruită în zig-zag și ove adânci, de mici dimensiuni. | Muzeul Județean Botoșani, Botoșani | Cimec    |
|      | Amforetă                       | Datare: sec. IV-V Școală: Mihălășeni Descoperit: jud. Botoșani, com. Mihălășeni, MIHĂLĂȘENI, Șesul Bașeului Material: lut; modelare la roată                                    | Amforetă romană, din pastă fină cărămizie, cu torți rectangulare din bandă lată, striuri paralele orizontale, grupate câte 3-5 pe corp, cu fund inelar. | Muzeul Județean Botoșani, Botoșani | Cimec    |
|      | Cană                           | Datare: sec. IV-V Școală: Mihălășeni Descoperit: jud. Botoșani, com. Mihălășeni, MIHĂLĂȘENI, Șesul Bașeului Material: lut; modelare la roată                                    | Cană, lucrată la roată, din pastă fină cenușie, cu toartă circulară în secțiune, nervură la buza gâtului și trei registre de linii în zig-zag, lustruite sub margine și pe corp. | Muzeul Județean Botoșani, Botoșani | Cimec    |
|      | Cană                           | Datare: sec. IV-V Școală: Mihălășeni Descoperit: jud. Botoșani, com. Mihălășeni, MIHĂLĂȘENI, Șesul Bașeului Material: lut; modelare la roată                                    | Cană romană, cu gura trilobată, din pastă cărămizie, toartă din bandă lată și cu fund inelar. | Muzeul Județean Botoșani, Botoșani | Cimec    |
|      | Pensetă                        | Datare: sec. IV-V Școală: Mihălășeni Descoperit: jud. Botoșani, com. Mihălășeni, MIHĂLĂȘENI, Șesul Bașeului Material: bronz; turnare                                            | Penseta este turnată din tablă de bronz, rectangulară, îndoită, formând două brațe simple, ornamentată pe margine cu puncte incizate. | Muzeul Județean Botoșani, Botoșani | Cimec    |
|      | Colier                         | Datare: sec. IV-V Școală: Mihălășeni Descoperit: jud. Botoșani, com. Mihălășeni, MIHĂLĂȘENI, Șesul Bașeului Material: coral; sticlă; chihlimbar; carneol; turnare; polifațetare | Colier, format din 64 de mărgele, din care 33 sunt cilindrice, de coral, de lungimi diferite, cu diametrul între 2-4 mm, 26 sunt sferoidale, de sticlă albastră, o mărgică de chihlimbar prismatică, trei mărgele de carmeol, fațetate. | Muzeul Județean Botoșani, Botoșani | Cimec    |
|      | Castron                        | Datare: sec. IV-V Școală: Mihălășeni Descoperit: jud. Botoșani, com. Mihălășeni, MIHĂLĂȘENI, Șesul Bașeului Material: lut; modelare la roată                                    | Castron, lucrat din pastă fină cenușie, lucrat la roată, cu o nervură pe gât, o canelură și un șir de ove pe umăr și cu fund inelar. | Muzeul Județean Botoșani, Botoșani | Cimec    |
|      | Cană                           | Datare: sec. IV-V Școală: Mihălășeni Descoperit: jud. Botoșani, com. Mihălășeni, MIHĂLĂȘENI, Șesul Bașeului Material: lut; modelare la roată                                    | Cană, lucrată la roată, din pastă fină cenușie, cu 4 caneluri pe umăr și 3 registre de linii, lustruite în zig-zag, toartă din bandă lată și cu fund inelar. | Muzeul Județean Botoșani, Botoșani | Cimec    |
|      | Oală                           | Datare: sec. IV-V Școală: Mihălășeni Descoperit: jud. Botoșani, com. Mihălășeni, MIHĂLĂȘENI, Șesul Bașeului Material: lut; modelare la roată                                    | Oală, lucrată la roată, din pastă zgrumțuroasă, cu fundul plat. | Muzeul Județean Botoșani, Botoșani | Cimec    |
|      | Castron                        | Datare: sec. IV-V Școală: Mihălășeni Descoperit: jud. Botoșani, com. Mihălășeni, MIHĂLĂȘENI, Șesul Bașeului Material: lut; modelare la roată                                    | Castron, lucrat la roată, din pastă fină cenușie, cu fund inelar. | Muzeul Județean Botoșani, Botoșani | Cimec    |
|      | Cană                           | Datare: sec. IV-V Școală: Mihălășeni Descoperit: jud. Botoșani, com. Mihălășeni, MIHĂLĂȘENI, Șesul Bașeului Material: lut; modelare la roată                                    | Cană, cu corpul globular, gâtul scurt cilindric, gura îngustă, toartă circulară în secțiune, fundul plat. | Muzeul Județean Botoșani, Botoșani | Cimec    |
|      | Cană                           | Datare: sec. IV-V Școală: Mihălășeni Descoperit: jud. Botoșani, com. Mihălășeni, MIHĂLĂȘENI, Șesul Bașeului Material: lut; modelare la roată                                    | Cană bitronconică, lucrată la roată din pastă fină, cenușie, cu toarta ovală în secțiune și cu fund inelar. | Muzeul Județean Botoșani, Botoșani | Cimec    |
|      | Cană                           | Datare: sec. IV-V Școală: Mihălășeni Descoperit: jud. Botoșani, com. Mihălășeni, MIHĂLĂȘENI, Șesul Bașeului Material: lut; modelare la roată                                    | Cană romană, din pastă cărămizie, cu toartă din bandă lată, caneluri în spirală pe corp și cu fund inelar. | Muzeul Județean Botoșani, Botoșani | Cimec    |
|      | Cană                           | Datare: sec. IV-V Școală: Mihălășeni Descoperit: jud. Botoșani, com. Mihălășeni, MIHĂLĂȘENI, Șesul Bașeului Material: lut ars; modelare la roată                                | Cană lucrată la roată, din pastă fină, cenușie, cu o nervură la bază, gâtul cilindric, toartă rectangulară în secțiune și cu fundul plat. | Muzeul Județean Botoșani, Botoșani | Cimec    |
|      | Cană                           | Datare: sec. IV-V Școală: Mihălășeni Descoperit: jud. Botoșani, com. Mihălășeni, MIHĂLĂȘENI, Șesul Bașeului Material: lut; modelare la roată                                    | Cană romană, din pastă fină cărămizie, cu manșon circular sub margine, toartă din bandă lată, rectangulară în secțiune și cu fundul plat. | Muzeul Județean Botoșani, Botoșani | Cimec    |
|      | Colier                         | Datare: sec. IV-V Școală: Mihălășeni Descoperit: jud. Botoșani, com. Mihălășeni, MIHĂLĂȘENI, Șesul Bașeului Material: sticlă; turnare                                           | Colier, format din 67 de mărgele discoidale de sticlă albastră. | Muzeul Județean Botoșani, Botoșani | Cimec    |
|      | Colier                         | Datare: sec. IV-V Școală: Mihălășeni Descoperit: jud. Botoșani, com. Mihălășeni, MIHĂLĂȘENI, Șesul Bașeului Material: sticlă; coral; scoică; carneol; turnare; fațetare         | Colier, format din 149 de mărgele: 100 de mărgele din sticlă albastră, 40 din coral, 2 din cochilie de scoică, 7 din carneol polifațetate. | Muzeul Județean Botoșani, Botoșani | Cimec    |
|      | Castron                        | Datare: sec. IV-V Școală: Mihălășeni Descoperit: jud. Botoșani, com. Mihălășeni, MIHĂLĂȘENI, Șesul Bașeului Material: lut; modelare la roată                                    | Castron, lucrat la roată din pastă fină cenușie, cu fund inelar. | Muzeul Județean Botoșani, Botoșani | Cimec    |
|      | Cană                           | Datare: sec. IV-V Școală: Mihălășeni Descoperit: jud. Botoșani, com. Mihălășeni, MIHĂLĂȘENI, Șesul Bașeului Material: lut ars; modelare la roată                                | Cană, din pastă neagră fină, lucrată la roată, cu gura trilobată, toartă din bandă lată, decor lustruit în rețea pe gât și fațete verticale pe partea superioară a corpului, având fundul inelar. | Muzeul Județean Botoșani, Botoșani | Cimec    |
|      | Castron                        | Datare: sec. IV-V Școală: Mihălășeni Descoperit: jud. Botoșani, com. Mihălășeni, MIHĂLĂȘENI, Șesul Bașeului Material: lut ars; modelare la roată                                | Castron, cu trei torți din bandă lată, lucrat la roată, din pastă fină cenușie, cu buza în formă de „T”, nervuri pe gât și cu fund inelar. | Muzeul Județean Botoșani, Botoșani | Cimec    |
|      | Cană                           | Datare: sec. IV-V Școală: Mihălășeni Descoperit: jud. Botoșani, com. Mihălășeni, MIHĂLĂȘENI, Șesul Bașeului Material: lut ars; modelare la roată                                | Cană, lucrată la roată din pastă fină cenușie, cu toartă tubulară în secțiune, nervuri pe gât și pe umăr, decor în rețea, lustruit și cu fund inelar. | Muzeul Județean Botoșani, Botoșani | Cimec    |
|      | Castron                        | Datare: sec. IV-V Școală: Mihălășeni Descoperit: jud. Botoșani, com. Mihălășeni, MIHĂLĂȘENI, Șesul Bașeului Material: lut ars; modelare la roată                                | Castron, din pastă neagră, lucrat la roată cu un brâu de ove și caneluri oblice pe mijlocul corpului și cu fund inelar. | Muzeul Județean Botoșani, Botoșani | Cimec    |
|      | Oală                           | Datare: sec. IV-V Școală: Mihălășeni Descoperit: jud. Botoșani, com. Mihălășeni, MIHĂLĂȘENI, Șesul Bașeului Material: lut; modelare la roată                                    | Oală lucrată la roată din pastă zgrumțuroasă, cu patru caneluri pe gât și pe umăr, cu fundul plat, profilat. | Muzeul Județean Botoșani, Botoșani | Cimec    |
|      | Castron                        | Datare: sec. IV-V Școală: Mihălășeni Descoperit: jud. Botoșani, com. Mihălășeni, MIHĂLĂȘENI, Șesul Bașeului Material: lut; modelare la roată                                    | Castron bitronconic, lucrat la roată din pastă fină cenușie, cu decor lustruit în zig-zag între două praguri pe umăr, cu fund inelar. | Muzeul Județean Botoșani, Botoșani | Cimec    |
|      | Cupă                           | Datare: sec. IV-V Școală: Mihălășeni Descoperit: jud. Botoșani, com. Mihălășeni, MIHĂLĂȘENI, Șesul Bașeului Material: lut; modelare la roată                                    | Cupă, din pastă fină cu angobă neagră, lucrată la roată, decorată cu rotița dințată și caneluri, are trei ove imprimate pe partea inferioară a corpului, fund ușor convex pe care este imprimată o ovă. | Muzeul Județean Botoșani, Botoșani | Cimec    |
|      | Castron                        | Datare: sec. IV-V Școală: Mihălășeni Descoperit: jud. Botoșani, com. Mihălășeni, MIHĂLĂȘENI, Șesul Bașeului Material: lut; modelare la roată                                    | Supieră, lucrată la roată din pastă fină cenușie, cu nervură pe umăr și cu fund inelar. | Muzeul Județean Botoșani, Botoșani | Cimec    |
|      | Pahar                          | Datare: sec. IV-V Școală: Mihălășeni Descoperit: jud. Botoșani, com. Mihălășeni, MIHĂLĂȘENI, Șesul Bașeului Material: lut; modelare la roată                                    | Pahar din pastă fină neagră, lucrat la roată, decorat cu un registru de ove între două caneluri și cu un registru de motive în formă de X-uri, executat cu rotița dințată, cu fund inelar. | Muzeul Județean Botoșani, Botoșani | Cimec    |
|      | Cană cu toartă                 | Datare: sec. IV-V Școală: Mihălășeni Descoperit: jud. Botoșani, com. Mihălășeni, MIHĂLĂȘENI, Șesul Bașeului Material: lut; modelare la roată                                    | Cană romană, cu gura trilobată, din pastă fină cărămizie, cu șanțuri fine, paralele pe corp, grupate câte 4-6, toartă rectangulară în secțiune și cu fund inelar. | Muzeul Județean Botoșani, Botoșani | Cimec    |
|      | Oală                           | Datare: sec. IV-V Școală: Mihălășeni Descoperit: jud. Botoșani, com. Mihălășeni, MIHĂLĂȘENI, Șesul Bașeului Material: lut; modelare la roată                                    | Oală, lucrată la roată din pastă cenușie, cu decor lustruit sub un prag pe umăr și cu fund inelar. | Muzeul Județean Botoșani, Botoșani | Cimec    |
|      | Castron                        | Datare: sec. IV-V Școală: Mihălășeni Descoperit: jud. Botoșani, com. Mihălășeni, MIHĂLĂȘENI, Șesul Bașeului Material: lut; modelare la roată                                    | Castron bitronconic, lucrat la roată din pastă fină cenușie, cu trei torți din bandă lată și cu fund inelar. | Muzeul Județean Botoșani, Botoșani | Cimec    |
|      | Amforetă                       | Datare: sec. IV-V Școală: Mihălășeni Descoperit: jud. Botoșani, com. Mihălășeni, MIHĂLĂȘENI, Șesul Bașeului Material: lut; modelare la roată                                    | Amforetă romană, din pastă fină cărămizie, cu torți rectangulare în secțiune, striuri orizontale paralele, grupate câte 2-3, cu fund inelar. | Muzeul Județean Botoșani, Botoșani | Cimec    |
|      | Amforetă                       | Datare: sec. IV-V Școală: Mihălășeni Descoperit: jud. Botoșani, com. Mihălășeni, MIHĂLĂȘENI, Șesul Bașeului Material: lut; modelare la roată                                    | Amforetă, lucrată la roată din pastă fină cenușie, cu toartă din bandă lată și cu fund inelar. | Muzeul Județean Botoșani, Botoșani | Cimec    |
|      | Pahar                          | Datare: sec. IV-V Școală: Mihălășeni Descoperit: jud. Botoșani, com. Mihălășeni, MIHĂLĂȘENI, Șesul Bașeului Material: lut; modelare la roată                                    | Pahar lucrat la roată din pastă fină, decorat cu un registru de linii în rețea, lustruite între o canelură și o nervură, fundul ușor concav. | Muzeul Județean Botoșani, Botoșani | Cimec    |
|      | Oală                           | Datare: sec. IV-V Școală: Mihălășeni Descoperit: jud. Botoșani, com. Mihălășeni, MIHĂLĂȘENI, Șesul Bașeului Material: lut; modelare la roată                                    | Oală, lucrată la roată, din pastă zgrumțuroasă, cu fund concav. | Muzeul Județean Botoșani, Botoșani | Cimec    |
|      | Cană romană                    | Datare: sec. IV-V Școală: Mihălășeni Descoperit: jud. Botoșani, com. Mihălășeni, MIHĂLĂȘENI, Șesul Bașeului Material: lut; modelare la roată                                    | Cană romană, din pastă fină cărămizie, cu manșon circular sub buză, toartă din bandă lată și cu fund inelar. | Muzeul Județean Botoșani, Botoșani | Cimec    |
|      | Oală                           | Datare: sec. IV-V Școală: Mihălășeni Descoperit: jud. Botoșani, com. Mihălășeni, MIHĂLĂȘENI, Șesul Bașeului Material: lut; modelare la roată                                    | Oală, lucrată la roată, din pastă zgrumțuroasă, cu fund concav, profilat. | Muzeul Județean Botoșani, Botoșani | Cimec    |
|      | Cană                           | Datare: sec. IV-V Școală: Mihălășeni Descoperit: jud. Botoșani, com. Mihălășeni, MIHĂLĂȘENI, Șesul Bașeului Material: lut; modelare la roată                                    | Cană, lucrată la roată din pastă fină cenușie, nervuri pe gât, prag pe umăr, toartă ovală în secțiune și cu fund inelar. | Muzeul Județean Botoșani, Botoșani | Cimec    |
|      | Oală                           | Datare: sec. IV-V Școală: Mihălășeni Descoperit: jud. Botoșani, com. Mihălășeni, MIHĂLĂȘENI, Șesul Bașeului Material: lut; modelare la roată                                    | Oală, lucrată din pastă fină cenușie, cu nervură pe gât și cu fund inelar. | Muzeul Județean Botoșani, Botoșani | Cimec    |
|      | Vas cilindric                  | Datare: sec. IV-V Școală: Mihălășeni Descoperit: jud. Botoșani, com. Mihălășeni, MIHĂLĂȘENI, Șesul Bașeului Material: lut; modelare la roată                                    | Vas cilindric înalt, cu două torți, lucrat la roată din pastă fină cenușie, cu o nervură lată și cu două caneluri pe corp, torți rectangulare în secțiune și cu fund inelar. | Muzeul Județean Botoșani, Botoșani | Cimec    |
|      | Cană                           | Datare: sec. IV-V Școală: Mihălășeni Descoperit: jud. Botoșani, com. Mihălășeni, MIHĂLĂȘENI, Șesul Bașeului Material: lut; modelare la roată                                    | Cană, din pastă neagră fină, lucrată la roată, cu decor pe umăr în zig zag, incizat între două nervuri, toartă din bandă lată și cu fund inelar. | Muzeul Județean Botoșani, Botoșani | Cimec    |
|      | Oală                           | Datare: sec. IV-V Școală: Mihălășeni Descoperit: jud. Botoșani, com. Mihălășeni, MIHĂLĂȘENI, Șesul Bașeului Material: lut; modelare la roată                                    | Oală, lucrată din pastă fină cenușie, decorată pe umăr, cu fund inelar. | Muzeul Județean Botoșani, Botoșani | Cimec    |
|      | Ulcior                         | Datare: sec. IV-V Școală: Mihălășeni Descoperit: jud. Botoșani, com. Mihălășeni, MIHĂLĂȘENI, Șesul Bașeului Material: lut; modelare la roată                                    | Ulcior, lucrat la roată din pastă fină cenușie, cu fund inelar. | Muzeul Județean Botoșani, Botoșani | Cimec    |
|      | Cupă                           | Datare: sec. IV-V Școală: Mihălășeni Descoperit: jud. Botoșani, com. Mihălășeni, MIHĂLĂȘENI, Șesul Bașeului Material: lut; modelare la roată                                    | Cupă din pastă neagră fină, lucrată la roată, cu decor executat prin ștampilare și cu rotița dințată, având un fund ușor concav. | Muzeul Județean Botoșani, Botoșani | Cimec    |
|      | Cană                           | Datare: sec. IV-V Școală: Mihălășeni Descoperit: jud. Botoșani, com. Mihălășeni, MIHĂLĂȘENI, Șesul Bașeului Material: lut; modelare la roată                                    | Cană, lucrată la roată din pastă fină, cenușie cu nervură pe gât, toartă lățită la partea superioară și cu fund inelar. | Muzeul Județean Botoșani, Botoșani | Cimec    |
|      | Amforetă                       | Datare: sec. IV-V Școală: Mihălășeni Descoperit: jud. Botoșani, com. Mihălășeni, MIHĂLĂȘENI, Șesul Bașeului Material: lut; modelare la roată                                    | Amforetă romană, din pastă cărămizie, cu torți ovale în secțiune, benzi de câte patru striuri orizontale și cu fund inelar. | Muzeul Județean Botoșani, Botoșani | Cimec    |
|      | Cană                           | Datare: sec. IV-V Școală: Mihălășeni Descoperit: jud. Botoșani, com. Mihălășeni, MIHĂLĂȘENI, Șesul Bașeului Material: lut ars; modelare la roată                                | Cană romană, din pastă cărămizie, cu gura trilobată, toartă din bandă lată, cu șănțuire longitudinală exterioară și cu fund inelar. | Muzeul Județean Botoșani, Botoșani | Cimec    |
|      | Cană                           | Datare: sec. IV-V Școală: Mihălășeni Descoperit: jud. Botoșani, com. Mihălășeni, MIHĂLĂȘENI, Șesul Bașeului Material: lut ars; modelare la roată                                | Cană, lucrată la roată din pastă fină cenușie, cu brâu lat sub margine, toartă ovală în secțiune și cu fund inelar. | Muzeul Județean Botoșani, Botoșani | Cimec    |
|      | Castron                        | Datare: sec. IV-V Școală: Mihălășeni Descoperit: jud. Botoșani, com. Mihălășeni, MIHĂLĂȘENI, Șesul Bașeului Material: lut ars; modelare la roată                                | Castron, lucrat la roată din pastă fină cenușie, cu trei torți din bandă lată, profilul marginii în formă de T, decorată cu o rețea de linii executate prin tehnica lustrului și cu fund inelar. | Muzeul Județean Botoșani, Botoșani | Cimec    |
|      | Castron                        | Datare: sec. IV-V Școală: Mihălășeni Descoperit: jud. Botoșani, com. Mihălășeni, MIHĂLĂȘENI, Șesul Bașeului Material: lut ars; modelare la roată                                | Castron, lucrat la roată din pastă fină cenușie, cu fund inelar. | Muzeul Județean Botoșani, Botoșani | Cimec    |
|      | Oală                           | Datare: sec. IV-V Școală: Mihălășeni Descoperit: jud. Botoșani, com. Mihălășeni, MIHĂLĂȘENI, Șesul Bașeului Material: lut ars; modelare la roată                                | Oală, lucrată la roată din pastă zgrumțuroasă cu prag pe umăr și cu fund inelar. | Muzeul Județean Botoșani, Botoșani | Cimec    |
|      | Oală                           | Datare: sec. IV-V Școală: Mihălășeni Descoperit: jud. Botoșani, com. Mihălășeni, MIHĂLĂȘENI, Șesul Bașeului Material: lut; modelare cu mâna                                     | Oală, lucrată cu mâna din pastă zgrumțuroasă, fund plat. | Muzeul Județean Botoșani, Botoșani | Cimec    |
|      | Castron                        | Datare: sec. IV-V Școală: Mihălășeni Descoperit: jud. Botoșani, com. Mihălășeni, MIHĂLĂȘENI, Șesul Bașeului Material: lut ars; modelare la roată                                | Castron, lucrat la roată din pastă fină cenușie, cu torți în forma literei 8, caneluri oblice, late pe umăr și cu fund inelar. Decorat cu trei figuri identice de împărat roman, incizate în spațiile dintre torți, la egală distanță între acestea. | Muzeul Județean Botoșani, Botoșani | Cimec    |
|      | Cană                           | Datare: sec. IV-V Școală: Mihălășeni Descoperit: jud. Botoșani, com. Mihălășeni, MIHĂLĂȘENI, Șesul Bașeului Material: lut ars; modelare la roată                                | Cană bitronconică, lucrată la roată din pastă fină cenușie, cu gât cilindric, nervuri paralele pe gât și pe corp, decorată cu registre de linii lustruite, dispuse oblic și în rețea, toartă din bandă lățită la etajul superior, fund inelar. | Muzeul Județean Botoșani, Botoșani | Cimec    |
|      | Cană                           | Datare: sec. IV-V Școală: Mihălășeni Descoperit: jud. Botoșani, com. Mihălășeni, MIHĂLĂȘENI, Șesul Bașeului Material: lut ars; modelare la roată                                | Cană, din pastă neagră, fină, cu toartă ovală în secțiune și gât cilindric, decorată cu un registru de ove între două caneluri, fețe verticale pe gât și pe umăr, fund inelar. | Muzeul Județean Botoșani, Botoșani | Cimec    |
|      | Amforă romană                  | Datare: sec. IV-V Școală: Mihălășeni Descoperit: jud. Botoșani, com. Mihălășeni, MIHĂLĂȘENI, Șesul Bașeului Material: lut ars; modelare la roată                                | Amforă romană, din pastă cărămizie, cu torți ovale în secțiune, șănțuiri paralele, orizontale pe corp și cu fund ascuțit. | Muzeul Județean Botoșani, Botoșani | Cimec    |
|      | Castron                        | Datare: sec. IV-V Școală: Mihălășeni Descoperit: jud. Botoșani, com. Mihălășeni, MIHĂLĂȘENI, Șesul Bașeului Material: lut ars; modelare la roată                                | Castron, lucrat la roată din pastă fină cenușie, decor în zig-zag, lustruit pe umăr și cu fund inelar. | Muzeul Județean Botoșani, Botoșani | Cimec    |
|      | Castron                        | Datare: sec. IV-V Școală: Mihălășeni Descoperit: jud. Botoșani, com. Mihălășeni, MIHĂLĂȘENI, Șesul Bașeului Material: lut ars; modelare la roată                                | Castron, lucrat la roată din pastă fină cenușie, cu nervură pe umăr și cu fund inelar. | Muzeul Județean Botoșani, Botoșani | Cimec    |
|      | Castron                        | Datare: sec. IV-V Școală: Mihălășeni Descoperit: jud. Botoșani, com. Mihălășeni, MIHĂLĂȘENI, Șesul Bașeului Material: lut ars; modelare la roată                                | Supieră, lucrată la roată din pastă fină cenușie, cu nervură pe gât și cu fund plat. | Muzeul Județean Botoșani, Botoșani | Cimec    |
|      | Castron                        | Datare: sec. IV-V Școală: Mihălășeni Descoperit: jud. Botoșani, com. Mihălășeni, MIHĂLĂȘENI, Șesul Bașeului Material: lut ars; modelare la roată                                | Castron, cu trei torți din bandă lată, cu decor între torți obținut prin canelare și cu rotița dințată, cu fund inelar. | Muzeul Județean Botoșani, Botoșani | Cimec    |
|      | Oală                           | Datare: sec. IV-V Școală: Mihălășeni Descoperit: jud. Botoșani, com. Mihălășeni, MIHĂLĂȘENI, Șesul Bașeului Material: lut ars; modelare la roată                                | Oală, lucrată la roată din pastă fină cenușie, cu două caneluri pe umăr și cu fund inelar. | Muzeul Județean Botoșani, Botoșani | Cimec    |
|      | Oală                           | Datare: sec. IV-V Școală: Mihălășeni Descoperit: jud. Botoșani, com. Mihălășeni, MIHĂLĂȘENI, Șesul Bașeului Material: lut ars; modelare la roată                                | Oală, lucrată la roată din pastă zgrumțuroasă; are trei caneluri pe umăr și cu fund inelar. | Muzeul Județean Botoșani, Botoșani | Cimec    |
|      | Castron                        | Datare: sec. IV-V Școală: Mihălășeni Descoperit: jud. Botoșani, com. Mihălășeni, MIHĂLĂȘENI, Șesul Bașeului Material: lut ars; modelare la roată                                | Castron, lucrat la roată din pastă fină cenușie, decor în zig-zag lustruit pe umăr și cu fund inelar. | Muzeul Județean Botoșani, Botoșani | Cimec    |
|      | Castron                        | Datare: sec. IV-V Școală: Mihălășeni Descoperit: jud. Botoșani, com. Mihălășeni, MIHĂLĂȘENI, Șesul Bașeului Material: lut ars; modelare la roată                                | Castron, lucrat la roată din pastă fină cenușie, canelură fină pe umăr, decorat cu registru de linii scurte, paralele, verticale, obținute prin tehnica lustruirii, cu fund inelar. | Muzeul Județean Botoșani, Botoșani | Cimec    |
|      | Cană                           | Datare: sec. IV-V Școală: Mihălășeni Descoperit: jud. Botoșani, com. Mihălășeni, MIHĂLĂȘENI, Șesul Bașeului Material: lut ars; modelare la roată                                | Cană, lucrată la roată din pastă fină cenușie, cu brâu lat pe gât, toartă din bandă și cu fund inelar. | Muzeul Județean Botoșani, Botoșani | Cimec    |
|      | Castron                        | Datare: sec. IV-V Școală: Mihălășeni Descoperit: jud. Botoșani, com. Mihălășeni, MIHĂLĂȘENI, Șesul Bașeului Material: lut ars; modelare la roată                                | Castron, lucrat la roată din pastă fină cenușie, decorat cu o rețea executată în tehnica lustrului pe umăr și cu fund inelar. | Muzeul Județean Botoșani, Botoșani | Cimec    |
|      | Castron                        | Datare: sec. IV-V Școală: Mihălășeni Descoperit: jud. Botoșani, com. Mihălășeni, MIHĂLĂȘENI, Șesul Bașeului Material: lut ars; modelare la roată                                | Castron, lucrat la roată din pastă fină cenușie, cu decor în zig-zag, lustruit pe gât, deasupra unei nervuri și cu fund inelar. | Muzeul Județean Botoșani, Botoșani | Cimec    |
|      | Oală                           | Datare: sec. IV-V Școală: Mihălășeni Descoperit: jud. Botoșani, com. Mihălășeni, MIHĂLĂȘENI, Șesul Bașeului Material: lut ars; modelare la roată                                | Oală, lucrată la roată din pastă fină cenușie, decorată cu o linie în zig-zag, executată în tehnica lustrului, între două caneluri pe umăr și cu fund inelar. | Muzeul Județean Botoșani, Botoșani | Cimec    |
|      | Castron                        | Datare: sec. IV-V Școală: Mihălășeni Descoperit: jud. Botoșani, com. Mihălășeni, MIHĂLĂȘENI, Șesul Bașeului Material: lut ars; modelare la roată                                | Supieră, lucrată la roată din pastă fină cenușie, cu nervură pe gât și cu fund inelar. | Muzeul Județean Botoșani, Botoșani | Cimec    |
|      | Castron                        | Datare: sec. IV-V Școală: Mihălășeni Descoperit: jud. Botoșani, com. Mihălășeni, MIHĂLĂȘENI, Șesul Bașeului Material: lut ars; modelare la roată                                | Supieră, lucrată la roată, din pastă fină cenușie, cu decor în zig-zag, lustruit între două praguri pe umăr, cu fund inelar. | Muzeul Județean Botoșani, Botoșani | Cimec    |
|      | Oală                           | Datare: sec. IV-V Școală: Mihălășeni Descoperit: jud. Botoșani, com. Mihălășeni, MIHĂLĂȘENI, Șesul Bașeului Material: lut ars; modelare la roată                                | Oală, lucrată la roată, din pastă zgrumțuroasă, cu trei caneluri pe umăr și cu fund concav, profilat. | Muzeul Județean Botoșani, Botoșani | Cimec    |
|      | Castron                        | Datare: sec. IV-V Școală: Mihălășeni Descoperit: jud. Botoșani, com. Mihălășeni, MIHĂLĂȘENI, Șesul Bașeului Material: lut ars; modelare la roată                                | Castron de formă bitronconică lucrat la roată din pastă fină cenușie, cu trei torți din bandă lată, cu fund inelar. | Muzeul Județean Botoșani, Botoșani | Cimec    |
|      | Castron                        | Datare: sec. IV-V Școală: Mihălășeni Descoperit: jud. Botoșani, com. Mihălășeni, MIHĂLĂȘENI, Șesul Bașeului Material: lut ars; modelare la roată                                | Castron, din pastă fină neagră, lucrat la roată, decorat cu două registre de ove pe corp, cu fund inelar. | Muzeul Județean Botoșani, Botoșani | Cimec    |
|      | Cupă                           | Datare: sec. IV-V Școală: Mihălășeni Descoperit: jud. Botoșani, com. Mihălășeni, MIHĂLĂȘENI, Șesul Bașeului Material: lut ars; modelare la roată                                | Cupă, lucrată la roată din pastă fină neagră, având decor cu rotița dințată și caneluri verticale, cu fund plat. | Muzeul Județean Botoșani, Botoșani | Cimec    |
|      | Castron                        | Datare: sec. IV-V Școală: Mihălășeni Descoperit: jud. Botoșani, com. Mihălășeni, MIHĂLĂȘENI, Șesul Bașeului Material: lut; modelare la roată                                    | Castron, cu trei torți din bandă lată, cu două nervuri pe umăr și cu fund inelar. | Muzeul Județean Botoșani, Botoșani | Cimec    |
|      | Castron                        | Datare: sec. IV-V Școală: Mihălășeni Descoperit: jud. Botoșani, com. Mihălășeni, MIHĂLĂȘENI, Șesul Bașeului Material: lut ars; modelare la roată                                | Castron, lucrat la roată din pastă fină cenușie, cu fund inelar. | Muzeul Județean Botoșani, Botoșani | Cimec    |
|      | Castron                        | Datare: sec. IV-V Școală: Mihălășeni Descoperit: jud. Botoșani, com. Mihălășeni, MIHĂLĂȘENI, Șesul Bașeului Material: lut ars; modelare la roată                                | Castron, lucrat la roată din pastă fină cenușie, cu prag pe umăr și cu fund inelar. | Muzeul Județean Botoșani, Botoșani | Cimec    |
|      | Strachină                      | Școală: Ștefănești Descoperit: jud. Botoșani, com. Ștefănești, Ștefănești, La stârca Material: lut                                                                              | Lucrată din pastă fină, arsă oxidant. Are corpul tronconic, buza răsfrântă, fundul plat. Strachina e decorată atât exterior cât și interior. Exterior este ornamentată cu motivul elipsei cu tangente, mărginite spre bază și buza vasului de benzi liniare circulare. În interior, pe buză vasul e decorat de jur împrejur cu triunghiuri negre și motive de triplu X așezate în cruce, pictate cu roșu, mărginite cu negru, acest din urmă motiv regăsindu-se și pe fundul vasului. | Muzeul Județean Botoșani, Botoșani | Cimec    |
|      | Strachină                      | Descoperit: jud. Botoșani, com. Manoleasa, Liveni, Sărături Material: lut | Lucrată din pastă foarte fină, arsă oxidant, la roșu. Are formă tronconică, cu pereți concavi, fundul drept. Este pictat monocrom, un motiv cruciform dublu pictat cu negru. Pe buză sunt dispuse mici perle. | Muzeul Județean Botoșani, Botoșani | Cimec    |
|      | Pahar                          | Școală: Crasnaleuca Descoperit: jud. Botoșani, com. Coțușca, Crasnaleuca, Staniște Lutărie Material: lut                                                                        | Realizat din pastă fină, ars la roșu. Are corpul bombat către bază, gâtul ușor tronconic, buza răsfrântă, fundul slab conturat. Sub buză are două tortițe proeminente, străpunse orizontal. Decorul este realizat tectonic, bicolor, cu roșu pe fund înveliș alb. Pe buză e pictat cu benzi subțiri trase pieziș. Spațiul rămas liber e pictat cu roșu rezultând câte două triunghiuri ascuțite pe fiecare parte. Corpul vasului e pictat de asemeni cu benzi paralele, trase pieziș, mărginite de benzi mai groase, încadrate orizontal de altele, la bază și zona de mijloc. | Muzeul Județean Botoșani, Botoșani | Cimec    |
|      | Vas antropomorf                | Școală: Drăgușeni Descoperit: jud. Botoșani, com. Drăgușeni, Drăgușeni, Lutărie Material: lut                                                                                   | Modelat din pastă semi fină, ars oxidant. Vasul are gura larg deschisă, buza răsfrântă, două tortițe sub buză, străpunse orizontal. Vasul redă forma corpului uman, feminin, zona de mijloc a corpului, trunchi și coapse. Zona inghinală și picioarele sunt marcate prin canelură și modelaj. Decorul tectonic este realizat cu ajutorul canelurii și picturii bicrome alb-roșu. Șoldurile amplificate sunt decorate cu motive spiralice. Pe ambele fețe ale vasului sunt reprezentate o centură ornamentată, triunghiul sexual - ornamentat cu o buclă spiralică și puncte canelate. În interior este pictat cu un sistem de linii și puncte.                                                                                            | Muzeul Județean Botoșani, Botoșani | Cimec    |
|      | Capac                          | Școală: Vorniceni Descoperit: jud. Botoșani, com. Vorniceni, Vorniceni, Pod Ibăneasa Material: lut                                                                              | Lucrat din pastă fină, ars oxidant. Are formă de clopot, fundul ceva mai larg, albiat, marginea acestuia fiind reliefată. Pe corp are două proeminențe străpunse vertical. Corpul este arcuit, buza vasului este evazată. Decorul tricrom, alb și negru pe fond roșu, este compus din volute spiralice simple pe fundul vasului, pe corp și buză, cu benzi de legătură între ele. | Muzeul Județean Botoșani, Botoșani | Cimec    |
|      | Pahar                          | Școală: Ștefănești Descoperit: jud. Botoșani, com. Ștefănești, Ștefănești, LA Stârca Material: lut                                                                              | Modelat din pastă fină, arsă oxidant, la roșu. Are buza răsfrântă, gâtul înalt, tronconic, umărul pronunțat, corpul bitronconic, fundul îngust. Decorul cu negru, sub buză are un motiv în ghirlandă. Zona decorativă de mijloc, e separată de benzi orizontale deasupra umărului și sub acesta. Aici s-a pictat motivul "elipselor", cu tangente și segmente liniare încadrate de benzi de legătură. Partea inferioară e decorată cu benzi late liniare, simple, oblice. | Muzeul Județean Botoșani, Botoșani | Cimec    |
|      | Amforă                         | Școală: Drăgușeni Descoperit: jud. Botoșani, com. Drăgușeni, Drăgușeni, Ostrov Material: Lut                                                                                    | Realizată din pastă semifină, arsă oxidant. Are gâtul înalt, buza ușor răsfrântă gura strâmtă. Pe diametrul maxim are două torți străpunse vertical. E decorat cu ajutorul canelurii și picturii pe trei registre decorative. Zona gurii e pictată cu roșu pe fond alb cu ghirlande agățate. Pe gât decorul constă în spirale cu volute îmbucate și benzi de legătură, canelate și pictate. Pe corp se desfășoară patru spirale mari îmbucate și benzi de legătură ce cuprind în centrul lor și tortițele. Canelurile sunt pictate cu alb, spațiul dintre acestea primind culoarea roșie. | Muzeul Județean Botoșani, Botoșani | Cimec    |
|      | Pahar                          | Școală: Drăgușeni Descoperit: jud. Botoșani, com. Drăgușeni, Drăgușeni, Ostrov Material: Lut                                                                                    | Realizat din pastă semifină, ars oxidant. Are gâtul marcat, buza ușor răsfrântă, o apucătoare laterală străpunsă orizontal la baza gâtului. Corpul este bombat, fundul plat. Este decorată cu canelură asociată cu pictură bicromă: roșu între caneluri și alb în interiorul lor - pe gât are caneluri orizontale, iar pe corp caneluri verticale. În interior, pe buză e pictat cu un sisitem de câte trei linii albe verticale. | Muzeul Județean Botoșani, Botoșani | Cimec    |
|      | Pahar                          | Școală: Drăgușeni Descoperit: jud. Botoșani, com. Drăgușeni, Drăgușeni, Lutărie Material: Lut                                                                                   | Lucrat din pastă fină, ars oxidant. Are corpul bombat spre buză, gâtul ușor tronconic, buza ușor răsfrântă, fundul slab conturat. La baza gâtului are o proeminență străpunsă orizontal. E ornamentat cu canelură în asociere cu pictură bicromă: albul în caneluri, roșu între ele. Pe gât și sub proeminența apucătoare sunt trei caneluri circulare albe ce alternează cu benzi circulare roșii. Pe corp, spre bază, canelurile sunt piezișe, apropiindu-și un cap de baza vasului. În interior, pe buză, vasul e pictat cu dungi piezișe lungi, ce alternează cu altele scurte. | Muzeul Județean Botoșani, Botoșani | Cimec    |
|      | Cupă                           | Descoperit: jud. Botoșani, com. Ștefănești, Ștefănești, Stârca Material: Lut | Lucrată din pastă pastă foarte fină, arsă oxidant. Are buza evazată, umăr proeminent, corp bitronconic și fundul drept. Are două registre decorative, dispuse tectonic, delimitate prin benzi circulare negre. Suprafața decorată e împărțită în două metope prin benzi verticale late ce încadrează liniuțe în zig-zag suprapuse. Pe gât sunt dispuse orizontal linii roșii groase conturate cu puncte negre. Corpul propriu-zis al vasului e decorat cu elipse înjumătățite prinse de benzi unghiulare. La bază vasul e decorat cu o bandă roșie și două benzi circulare negre, de care sunt prinse grupări de mici liniuțe verticale.                                                                                                   | Muzeul Județean Botoșani, Botoșani | Cimec    |
|      | Vas conic                      | Școală: Mitoc Descoperit: jud. Botoșani, com. Mitoc, Mitoc, Prâul lui Istrate Material: Lut                                                                                     | Vas modelat din pastă semifină, ars oxidant. Are formă conică, gura largă, fundul conic. Sub buză are 13 mici găuri de jur împrejur. Este nedecorat. | Muzeul Județean Botoșani, Botoșani | Cimec    |
|      | Amforă                         | Școală: Vorniceni Descoperit: jud. Botoșani, com. Vorniceni, Vorniceni, Pod. Ibăneasa Material: Lut                                                                             | Lucrată din pastă fină, arsă oxidant. Are corpul bitronconic, buza ușor evazată, gâtul înalt, două proeminențe torți străpunse vertical, fundul plat. Este pictat bicrom în două registre demarcate cu o linie albă, cu același motiv ornamental spirală, însoțite de benzi de legătură. Zona fundului e pictată cu alb. | Muzeul Județean Botoșani, Botoșani | Cimec    |
|      | Amforetă                       | Școală: Ștefănești Descoperit: jud. Botoșani, com. Ștefănești, Ștefănești, La Stârcă Material: Lut                                                                              | Modelat din pastă fină, arsă oxidant. Are buza evazată, gâtul scurt, corpul bitronconic, umărul pronunțat, fundul îngust. Este decorat într-un singur registru, perle circulare negre și roșii, legate cu o bandă conturată cu negru, realizându-se "spirale tangente". | Muzeul Județean Botoșani, Botoșani | Cimec    |
|      | Capac                          | Școală: Drăgușeni Descoperit: jud. Botoșani, com. Drăgușeni, Drăgușeni, Lutărie Material: Lut                                                                                   | Modelat din lut, pastă fină, ars oxidant. Vasul are formă tronconică, fundul plat, două proeminențe exterioare pe aceeași parte. Este decorat prin canelură și pictură bicromă; culoarea albă s-a aplicat în caneluri iar spațiul dintre acestea s-a pictat cu roșu. Vasul e decorat doar exterior, realizându-se motivul în vârtej. | Muzeul Județean Botoșani, Botoșani | Cimec    |
|      | Vas cu gura largă              | Școală: Vorniceni Descoperit: jud. Botoșani, com. Vorniceni, Vorniceni, Pod Ibăneasa Material: Lut                                                                              | Lucrat din pastă fină, ars oxidant. Are buza ușor adusă spre interior, corpul bitronconic și fundul drept, vasul e puțin asimetric din modelare. Pe diametrul maxim are două torți străpunse vertical. E pictat bicrom cu roșu pe fond alb și alb în interior. Pe buză e decorat cu perle ovoidale rezervate cu roșu, flancate de benzi liniare, arcuite. Altele scurte piezișe. Gâtul vasului este ornamentat cu simple benzi orizontale. Corpul bombat este decorat cu volute spiralice mari însoțite de benzi de legătură. Baza e acoperită cu alb. | Muzeul Județean Botoșani, Botoșani | Cimec    |
|      | Statuetă                       | Școală: Vorniceni Descoperit: jud. Botoșani, com. Vorniceni, Vorniceni, Pod Ibăneasa Material: Lut                                                                              | Statuetă fragmentară, realizată din pastă fină de culoare alb gălbuie. Este de tip vertical; s-a păstrat zona de la talie în jos, până sub genunchi. E decorată cu incizii fine în care s-a pus culoare roșie. Pe spate și abdomen prezintă romburi înscrise unele în altele. Are reprezentat un șorț sub forma unui triunghi pe care sunt incizate trei grupări de vârste și frânturi. Fesele sunt incizate radial, demarcate de picioare prin două linii paralele. Posterior, suprafața picioarelor este împărțită în triunghiuri marcate de linii paralele. | Muzeul Județean Botoșani, Botoșani | Cimec    |
|      | Vas-binoclu                    | Școală: Drăgușeni Descoperit: jud. Botoșani, com. Drăgușeni, Drăgușeni, Ostrov Material: Lut                                                                                    | Lucrat din pastă semifină, ars oxidant. Corpul este format din două tuburi cilindrice, prevăzut fiecare cu câte două pâlnii la capete, unite prin trei punți. Cea superioară este puțin arcuită, cea mediană, pentagonală, iar ultima este orizontală. Este ornamentat cu canelură și pictură bicromă, alb în caneluri și roșu între ele. Atât în interior cât și în exterior pâlniile superioare sunt decorate cu benzi verticale. Pe partea cilindrică a vasului decorul e compus din benzi circulare. Pe punți, benzile sunt dispuse orizontal, iar pe cea din mijloc sunt în unghi. | Muzeul Județean Botoșani, Botoșani | Cimec    |
|      | Vas bitronconic                | Școală: Ștefănești Descoperit: jud. Botoșani, com. Ștefănești, Ștefănești, La Stârca Material: Lut                                                                              | A fost lucrat din pastă foarte fină, ars neuniform, de culoare brun-roșiatică. Are buza evazată, umăr proeminent, corp bitronconic și fundul drept. Prezintă două registre decorative delimitate tectonic de benzi circulare rezervate cu brun. Corpul vasului e decorat cu benzi serpentiforme roșii, conturate cu negru, însoțite de mici grupări de liniuțe negre. | Muzeul Județean Botoșani, Botoșani | Cimec    |
|      | Vas globular                   | Școală: Drăgușeni Descoperit: jud. Botoșani, com. Drăgușeni, Drăgușeni, Lutărie Material: Lut                                                                                   | Lucrat din pastă semifină, ars oxidant. Corpul globular al vasului e așezat pe un picior dublu etajat. Diametrul maxim al vasului este egal cu înălțimea sa. Este pictat în patru registre, cel principal fiind pe corpul vasului. Pe gât sunt pictate cu roșu pe fond alb perle circulare flancate de benzi arcuite. Registrul de pe corp cuprinde spirale îmbucate, reduplicate, realizate din bandă foarte îngustă, albă cu mediană roșie conturată cu negru. Interspațiile sunt ocupate de volute cu un capăt frânt unghiular și benzi simple. Piciorul e pictat cu benzi unghiulare cu nervuri roșii și ultimul registru cu perle ovoidale flancate de benzi arcuite.                                                                 | Muzeul Județean Botoșani, Botoșani | Cimec    |
|      | Pahar                          | Școală: Vorniceni Descoperit: jud. Botoșani, com. Vorniceni, Vorniceni, Pod Ibăneasa Material: Lut                                                                              | Pahar întreg, realizat din pastă semifină. Are gâtul cilindric, corpul bombat, fundul nedefinit. Este pictat bicrom cu un sistem de benzi orizontale și verticale roșii pe fond alb, ce au lățimea de circa 0,5 cm. Pe fund e pictat un cerc roșu pentru delimitarea benzilor verticale. | Muzeul Județean Botoșani, Botoșani | Cimec    |
|      | Strachină                      | Descoperit: jud. Botoșani, com. Drăgușeni, Drăgușeni, Ostrov Material: Lut | Lucrată din pastă fină, arsă oxidant. Are formă tronconică, marginea buzei evazată, fundul aplatizat. Pe corp în exterior s-au trasat caneluri orizontale. Sub buză are o proeminență străpunsă orizontal. Vasul e pictat doar interior - pe fondul alb al vasului s-a pictat un motiv ce sugerează vârtejul; benzi late, roșii, piezișe, mărginite cu negru, alternează cu benzi late albe rezervate, peste care s-au trasat pe mijloc cu roșu, benzi subțiri. | Muzeul Județean Botoșani, Botoșani | Cimec    |
|      | Străchinuță-capac              | Școală: Vorniceni Descoperit: jud. Botoșani, com. Vorniceni, Vorniceni, Pod Ibăneasa Material: Lut                                                                              | Lucrat din pastă fină, ars oxidant, uniform. Are formă tronconică, buza dreaptă, corpul ușor arcuit și fundul slab conturat. Sub buză are o proeminență străpunsă orizontal. Vasul este pictat în exterior cu roșu brun pe fond alb și doar alb în interior. Pe fața exterioară decorul este compus din benzi simple ce se ordonează într-un motiv "în vârtej", subliniat de alternanța unor benzi late cu cele subțiri ce-i dau ritmicitate, sugerând mișcarea în cerc. | Muzeul Județean Botoșani, Botoșani | Cimec    |
|      | Fructieră                      | Școală: Vorniceni Descoperit: jud. Botoșani, com. Vorniceni, Vorniceni, Pod Ibăneasa Material: Lut                                                                              | Realizată din pastă densă, arsă oxidant la roșu. Piesa prezintă un picior suport, evazat la bază, pe care se află o strachină tronconică, sub care sunt două tortițe. Are trei registre: interiorul strachinei și alte două, pe piciorul suport. E pictat cu brun ciocolatiu și alb. Strachina e pictată doar pe buza evazată în două sectoare opuse. Aici au fost trasate benzi liniare albe și brune, ce dau aspect de vârtej, divizat prin cele două grupări de linii verticale. Al doilea registru e pictat cu linii vericale și piezișe, completate cu motive foliacee. Ultimul registru e pictat cu benzi liniare circulare brune și albe.                                                                                           | Muzeul Județean Botoșani, Botoșani | Cimec    |
|      | Castron cu picior              | Școală: Drăgușeni Descoperit: jud. Botoșani, com. Drăgușeni, Drăgușeni, Ostrov Material: Lut                                                                                    | E lucrat din două tipuri de pastă: piciorul din pastă semifină, iar castronelul din pastă fină, ars oxidant. Are forma unui castron cu umăr arcuit, așezat pe pe picior evazat, înalt. Pe linia de prindere a vasului de picior se găsesc două tortițe prinse orizontal. Pe recipient s-a aplicat pictură tricromă, realizându-se patru grupări de ove, realizate cu ajutorul benzilor liniare negre brune ce alternează cu grupe de linii roșii hașurate cu negru, în formă de "scăriță". Piciorul suport al vasului e ornamentat cu canelură în asociere cu pictură bicromă, roșu-alb, alcătuind spirale continui. Vasul e pictat și interior cu ove flancate, și arcuri așezate opus între care este intercalat un motiv în rețea.      | Muzeul Județean Botoșani, Botoșani | Cimec    |
|      | Vas-crater                     | Școală: Drăgușeni Descoperit: jud. Botoșani, com. Drăgușeni, Drăgușeni, Ostrov Material: Lut                                                                                    | Modelat din pastă semifină, ars oxidant. Are gura largă, buza evazată, corp tronconic, umăr arcuit, fund drept. Sub buză are patru tortițe perforate orizontal, dispuse în cruce. Decorul se desfășoară tectonic. Este pictat bicrom, alb-roșu; cu decor canelat. Pe buză decorul e compus din benzi oblice, paralele, iar pe gât s-au realizat spirale continui, jumătăți spiralice, linii și puncte. Pe corp sunt dispuse patru spirale înfășurate, însoțite de ove, puncte, linii în unghi. Baza e pictată cu alb. În interior, pe buză vasul e decorat cu ove rezervate cu roșu, pe acestea și între ele fiind linii verticale paralele.                                                                                               | Muzeul Județean Botoșani, Botoșani | Cimec    |
|      | Cupă cu picior                 | Școală: Drăgușeni Descoperit: jud. Botoșani, com. Drăgușeni, Drăgușeni, Lutărie Material: Lut                                                                                   | Lucrată din pastă semifină, arsă oxidant. Are forma unui castron tronconic căruia i s-a atașat un picior evazat. Pe linia de prindere a vasului se găsesc două proeminențe-torți, străpunse orizontal. E decorat cu canelură și pictură bicromă și doar pictură în interior. Corpul anterior al vasului e decorat cu spirale fugătoare și croșete. Pe picior sunt dispuse radial benzi late verticale, roșii și albe. În interior e pictat cu benzi arcuite în ghirlandă pe buză, iar fundul cupei e decorat cu ove și benzi piezișe, delimitate printr-o bandă circulară. | Muzeul Județean Botoșani, Botoșani | Cimec    |
|      | Vas cu picior                  | Școală: Roma Descoperit: jud. Botoșani, com. Roma, Roma, Balta lui Ciobanu Material: Lut                                                                                        | Lucrat din pastă fină, ars oxidant, la roșu. Partea superioară seamănă cu un castron tronconic. Pereții vasului sunt curbați, trași puțin spre interior. Are un picior tronconic circular, gol în interior, evazat la bază. La partea superioară a cupei, vasul prezintă o friză compusă din spații albe (perle) cruțate cu negru din înveliș flancate de benzi arcuite, albe-rezervate, urmate de altele subțiri, negre și roșii. Benzile liniare tangente sunt conturate cu negru, câmpul fiind acoperit cu linii subțiri de culoare roșie. | Muzeul Județean Botoșani, Botoșani | Cimec    |
|      | Statuetă antropomorfă          | Școală: Dumeni Descoperit: jud. Botoșani, com. Dumeni, Dumești, La Coropcaru Material: Lut                                                                                      | Piesa este modelată din pastă fină, arsă oxidant, pictată în întregime. Are vârful picioarelor puțin exfoliat și nasul rupt. Este de tip elongat cu talia zveltă, bazinul și șoldurile înguste, sânii marcați cu ajutorul a două pastile. Capul discoidal prezintă două orificii de o parte și de alta a nasului, ce este sub formă de creastă. Pubisul, zona inghinală, sunt redate prin câte două incizii paralele spre stânga și spre dreapta, ce tind să formeze un unghi în partea de jos. Abdomenul e puțin reliefat. Partea inferioară a picioarelor e modelată sub forma unui vârf conic. | Muzeul Județean Botoșani, Botoșani | Cimec    |
|      | Pahar bitronconic              | Școală: Stârca Descoperit: jud. Botoșani, com. Ștefănești, Ștefănești, La Stârca Material: Lut                                                                                  | Lucrat din pastă fină, ars oxidant. Are buza ușor evazată, umăr proeminent, corp bitronconic, fund drept. Decor tectonic, registrele decorative sunt delimitate prin benzi circulare negre pe fondul roșu al vasului și împărțite în câte două metope pictate identic prin benzi verticale groase întretăiate de linii orizontale. Pe gât sunt dispuse linii piezișe. Registrul inferior prezintă două elipse încadrate de linii piezișe. | Muzeul Județean Botoșani, Botoșani | Cimec    |
|      | Vas bitronconic                | Școală: Vorniceni Descoperit: jud. Botoșani, com. Vorniceni, Vorniceni, Podișul Ibăneasa Material: Lut                                                                          | Modelat din pastă densă cu degresanți din cioburi pisate și nisip, ars oxidant. Are gura strâmtă, buza ușor înclinată spre interior, corpul bitronconic. E prevăzut cu două torți proeminențe, perforate vertical, și alte două la etajul superior străpunse orizontal. E pictat cu negru pe fond alb gălbui, cu volute spiralice cu benzi de legătură pe umărul superior și zona diametrului maxim. Ultimul registru repetă un motiv realizat din spirale legate prin benzi liniare. | Muzeul Județean Botoșani, Botoșani | Cimec    |
|      | Cupă cu piciorușe              | Descoperit: jud. Botoșani, com. Ștefănești, Stânca, Stânca Doamnei Material: Lut                                                                                                | Lucrată din pastă fină, arsă oxidant. Are buza răsfrântă, sub aceasta sunt patru mici apucători așezate în cruce, străpunse orizontal. Umărul e ușor rotunjit, corpul vasului bitronconic, se termină cu patru piciorușe îndreptate spre exterior. Motivele decorative au fost puctate cu brun pe fondul roșiatic al vasului. Decorul său constă în benzi circulare sub buză și sub umăr, completat cu patru motive în ghirlandă poziționate între cele patru tortițe de sub buză. | Muzeul Județean Botoșani, Botoșani | Cimec    |
|      | Vas cu corp sferic             | Școală: Drăgușeni Descoperit: jud. Botoșani, com. Drăgușeni, Drăgușeni, Lutărie Material: Lut                                                                                   | E lucrat din pastă semifină, ars oxidant, ars secundar. Are corpul sferoidal, gâtul scurt, gura strâmtă, buza înclinată spre interior, fundul plat. Pe diametrul maxim are două proeminențe - torți străpunse vertical. Buza vasului e decorată cu buline negre pe fondul alb al vasului. Registrul următor ocupă suprafața de deasupra umărului vasului și este împârțit în două metope egale prin alte două metope înguste, verticale, în dreptul tortițelor. Este decorat cu benzi liniare, înguste, subțiri, intercalate cu benzi hașurate "în scăriță", din dispunerea piezișă a acestora rezultând motive în triunghi. Sub umăr sunt benzi simple, brune și albe cu nervură roșie.                                                   | Muzeul Județean Botoșani, Botoșani | Cimec    |
|      | Amforă                         | Școală: Drăgușeni Descoperit: jud. Botoșani, com. Drăgușeni, Drăgușeni, Lutărie Material: Lut                                                                                   | Modelată din pastă semifină, arsă oxidant. Are gâtul înalt, buza ușor răsfrântă în afară, corpul bitronconic, două torți laterale străpunse vertical, fundul plat. Este ornamentată cu canelură și pictură bicromă, alb roșu. Motivele sunt organizate în două registre orizontale: pe gât- benzi piezișe iar pe corp două volute spiralice mari, îmbucate, încadrate de altele mai mici și benzi de legătură. Buza vasului și fundul sunt pictate cu roșu. | Muzeul Județean Botoșani, Botoșani | Cimec    |
|      | Vas                            | Școală: Drăgușeni Descoperit: jud. Botoșani, com. Drăgușeni, Drăgușeni, Ostrov Material: Lut                                                                                    | Realizat din pastă de calitate, ars oxidant, de culoare galben roz. Piesa reprezintă un suport tip "horă" format din două cariatide antropomorfe stilizate, unite la extremitate. Capetele sunt deschise în pâlnie , partea inferioară fiind evident mai mare. Zona de mijloc e secționată vertical prin două ferestre lungi. La partea superioară vasul are două torți. E ornamentat cu canelură și pictură bicromă, alb și roșu. Forma vasului și decorul sugerează două siluete feminine, îmbrăcate în rochie prinse într-un dans. Mișcarea în cercuri e sugerată de canelurile piezișe - configurarea dansului, pe pâlnia inferioară-poalele rochiilor.                                                                                | Muzeul Județean Botoșani, Botoșani | Cimec    |
|      | Pahar                          | Școală: Vorniceni Descoperit: jud. Botoșani, com. Vorniceni, Vorniceni, Pod. Ibăneasa Material: Lut                                                                             | Pastă semifină, arsă secundar. Are gâtul cilindric, buza ușor adusă spre interior, corpul bombat, fundul slab conturat, o proeminență perforată orizontal. Este pictat cu negru pe fondul alb al vasului, pe două registre decorative orizontale. Pe buză sunt benzi negre pe înveliș alb în motiv cu dublu efect: pictat și rezervat și prezintă perle ovoidale rezervate din înveliș și flancate de benzi arcuite unitare. Corpul e decorat cu benzi arcuite pictate și rezervate, reprezentate în două sectoare. | Muzeul Județean Botoșani, Botoșani | Cimec    |
|      | Statuetă antropomorfă          | Școală: Dumeni Descoperit: jud. Botoșani, com. Dumeni, Dumești, La Coropcaru Material: Lut                                                                                      | Piesa este modelată din pastă fină, arsă oxidant, pictată în întregime. Are vârful picioarelor puțin exfoliat și nasul rupt. Este de tip elongat cu talia zveltă, bazinul și șoldurile înguste, sânii marcați cu ajutorul a două pastile. Capul discoidal prezintă două orificii de o parte și de alta a nasului, ce este sub formă de creastă. Pubisul, zona inghinală, sunt redate prin câte două incizii paralele spre stânga și spre dreapta, ce tind să formeze un unghi în partea de jos. Abdomenul e puțin reliefat. Partea inferioară a picioarelor e modelată sub forma unui vârf conic. | Muzeul Județean Botoșani, Botoșani | Cimec    |
|      | Vas sferic                     | Școală: Drăgușeni Descoperit: jud. Botoșani, com. Drăgușeni, Drăgușeni, Lutărie Material: Lut                                                                                   | Lucrat din pastă semifină, ars oxidant. Are formă globulară, gât scurt, buza ușor înclinată spre interior, picior scund, evazat. Vasul prezintă patru registre, pictate tricrom cu roșu și negru pe fond alb. Pe gât are linii roșii orizontale, între care sunt scurte linii negre. Următorul registru prezintă linii în zig-zag pictate cu negru brun înscris pe o linie roșie și e divizat metopic prin linii verticale ce ocrotesc câte două elipse realizate în bandă albă cu nervură roșie. Registrul de sub umăr e compus din benzi piezișe. Piciorul vasului e decorat cu benzi arcuite pe marginea evazată a buzei. | Muzeul Județean Botoșani, Botoșani | Cimec    |
|      | Vas bitronconic                | Descoperit: jud. Botoșani, com. Mitoc, Mitoc, Valea lui Stan Material: Lut | Lucrat din pastă semifină, ars neuniform, de culoare gălbuie. Are buza evazată, gât cilindric, umăr rotunjit, corpul bitronconic și fundul drept. Motivele decorative au fost pictate cu brun pe fond galben. Buza vasului a fost acoperită cu brun. La baza gâtului vasul este decorat cu o bandă circulară dublată de alta trasă în zig-zag, întreruptă de triunghiuri cu vârful în sus. | Muzeul Județean Botoșani, Botoșani | Cimec    |
|      | Statuetă antropomorfă          | Școală: Vorniceni Descoperit: jud. Botoșani, com. Vorniceni, Vorniceni, Pod. Ibăneasa Material: Lut                                                                             | Statuetă fragmentară, realizată din pastă fină, arsă la roșu. Este de tip vertical, s-a păstrat partea de la mijloc în jos, piciorul drept până la genunchi, cel stâng este rupt aproape de coapsă. Drept ornament are o centură sub forma unei incizii coborâtă până deasupra pubisului, ce a fost inițial însoțită de un mic sul- centură care a căzut. Statueta a fost vopsită în întregime la roșu. Piesa atrage atenția prin modelarea extrem de realistă a sexului, de mare amănunt anatomic. Detaliile de modelare fac din ea un "unicum". | Muzeul Județean Botoșani, Botoșani | Cimec    |
|      | Statuetă antropomorfă          | Școală: Vorniceni Descoperit: jud. Botoșani, com. Vorniceni, Vorniceni, Pod. Ibăneasa Material: Lut                                                                             | Lucrat din pastă fină, arsă oxidant. Piesa este întreagă, stilizată, modelată în picioare. Are capul în formă de coloană, corp zvelt, picioarele unite într-un picior unic, șoldurile arcuite. Este nedecorată. Se distinge printr-o stilizare deosebit de reușită a corpului feminin. | Muzeul Județean Botoșani, Botoșani | Cimec    |
|      | Vas-binoclu                    | Școală: Drăgușeni Descoperit: jud. Botoșani, com. Drăgușeni, Drăgușeni, Ostrov Material: Lut                                                                                    | Este modelat din pastă semifină, ars oxidant. Vasul e format din două corpuri unite prin trei punți. Decorul e bicrom, alb cu canelură și roșu între acestea . Pe pâlniile superioare, pe buză în interior, vasul prezintă mici alveole excizate și caneluri dispuse radial. Exterior, atât pâlniile superioare cât și cele inferioare sunt decorate cu caneluri. Registrul central se desfășoară pe orizontală în aceeași manieră decorativă. | Muzeul Județean Botoșani, Botoșani | Cimec    |
|      | Capac                          | Școală: Liveni Descoperit: jud. Botoșani, com. Manoleasa, Liveni, Sărături Material: Lut                                                                                        | Realizat din pastă foarte fină, ars oxidant. Are calota joasă, borul evazat pe orizontală, fără proeminențe, cu o adâncitură circulară în zona centrală exterioară. Este pictat exterior cu o spirală dublă agățată la baza calotei. | Muzeul Județean Botoșani, Botoșani | Cimec    |
|      | Capac                          | Școală: Vorniceni Descoperit: jud. Botoșani, com. Vorniceni, Vorniceni, Podișul Ibăneasa Material: Lut                                                                          | Lucrat din pastă fină, ars oxidant. Are formă de cască suedeză; are două proeminențe ușoare ce pleacă de la buza vasului, străpunse vertical. Umărul vasului este puțin pronunțat, borul evazat. Comportă trei registre decorative. Pe fund e decorat bicrom cu roșu brun pe fond alb - două motive "în oglindă", mici motive foliacee încadrate cu negru și alb pictate și reprezentate sub forma cifrei trei, despărțite prin patru linii albe și roșii. Corpul și buza vasului sunt pictate tricrom cu două grupări a câte trei spirale așezate opus. | Muzeul Județean Botoșani, Botoșani | Cimec    |
|      | Castron                        | Școală: Vorniceni Descoperit: jud. Botoșani, com. Vorniceni, Vorniceni, Podișul Ibăneasa Material: Lut                                                                          | Lucrat din pastă foarte fină, ars oxidant. Are formă tronconică, buza trasă orizontal, lată de 3,6 cm, demarcată de corp, sprijinită de patru torțe. Vasul are gura largă, umărul rotunjit la partea superioară, pleacă imediat de sub buză. Fundul este drept. Pictat pe trei registre, dispuse tectonic. Primul registru- buza vasului, comportă volute spiralice cu benzi de legătură separate prin scurte benzi liniare perpendiculare pe buză. Urmează un registru compus din perle circulare, încadrate de cercuri concentrice, și benzi liniare arcuite, așezate opus. Ultimul registru prezintă o friză compusă din perle albe cruțate din înveliș, flancate de benzi liniare arcuite. Este pictat cu roșu ciocolatiu pe fond alb. | Muzeul Județean Botoșani, Botoșani | Cimec    |
|      | Capac                          | Descoperit: jud. Botoșani, com. Drăgușeni, Drăgușeni, Ostrov Material: Lut | Lucrat din pastă semifină, ars oxidant. Vasul are forma de clopot, buton discoidal, cu fața ușor albiată. Buza vasului e ușor evazată. Suprafața discului e ornamentată tricrom. Marginea discului și gâtuitura sa e pictată cu alb până sub apucători e pictat trictrom cu benzi piezișe în linia albă cu nervură roșie, delimitate cu negru. Ultimul registru e compus din motivul în zig zag de "dinți de fierăstru", realizat cu negru pe fond alb. | Muzeul Județean Botoșani, Botoșani | Cimec    |
|      | Cupă cu picior                 | Școală: Ungureni Descoperit: jud. Botoșani, com. Ungureni, Borzești, La Iaz Material: Lut                                                                                       | Lucrat din pastă semifină. Corpul e format dintr-un tub cu capetele în pâlnie. Vasul e decorat bicrom cu roșu pe fond alb. Este pictat diferit pe cele două pâlnii: pe cea superioară sunt motive în V ce alternează cu benzi liniare orizontale. Pe a doua pâlnie s-au pictat spirale simple, benzi liniare orizontale. | Muzeul Județean Botoșani, Botoșani | Cimec    |
|      | Vas globular                   | Școală: Drăgușeni Descoperit: jud. Botoșani, com. Drăgușeni, Drăgușeni, Ostrov Material: Lut                                                                                    | Lucrat din pastă fină. Are gâtul scund, ușor tronconic, corpul bombat, aproape sferoidal, fundul nedefinit, două tortițe laterale pe diametrul maxim, străpunse vertical. E pictat tricrom, pe gât ove încadrate de motive arcuite albe. Registrul următor e pictat tricrom, spirale executate cu bandă unitară îngustă, albă, dublată de spirale roșii mărginite cu negru. Al treilea registru repetă aceleași motive decorative. | Muzeul Județean Botoșani, Botoșani | Cimec    |
|      | Vas piriform                   | Școală: Drăgușeni Descoperit: jud. Botoșani, com. Drăgușeni, Drăgușeni, Ostrov Material: Lut                                                                                    | Vas modelat din pastă semifină. Are corpul în două etaje, cu două tortițe laterale. Primul etaj e ornamentat cu motive liniare și triunghiuri hașurate, pictate cu negru pe fond alb. Zona inferioară a vasului e pictată tricrom cu negru și roșu pe fond alb. Acest registru e împărțit în patru metope, două mari și două mici, delimitate vertical prin benzi albe cu mediană roșie, mărginite cu negru. Metopele mici sunt decorate cu două motive arcuite, așezate opus. Spațiul din metopele mari e ocupat de cărlige unghiulare, dispuse vertical. | Muzeul Județean Botoșani, Botoșani | Cimec    |
|      | Amforă cu umăr drept           | Școală: Drăgușeni Descoperit: jud. Botoșani, com. Drăgușeni, Drăgușeni, Ostrov Material: Lut                                                                                    | Vasul e modelat din pastă densă, cu cioburi și nisip. Vasul are corpul în două etaje, câte două tortițe pe fiecare etaj. Corpul vasului e împărțit în trei registre decorative: primul registru, pe umărul superior e decorat cu triunghiuri în rețea. Următorul registru e pictat tricrom cu spirale fulgerătoare și spirale cu o singură volută și tija liberă. Registrul inferiore decorat atât cu canelură cât și cu pictură sub forma unor spirale fugătoare și benzi de asemeni tricrom. | Muzeul Județean Botoșani, Botoșani | Cimec    |
|      | Capac                          | Școală: Drăgușeni Descoperit: jud. Botoșani, com. Drăgușeni, Drăgușeni, Ostrov Material: Lut                                                                                    | Lucrat din pastă semifină, ars oxidant. Are formă de calotă, fundul convex. Corpul puțin arcuit, buza ușor evazată, o apucătoare laterală sub buză străpunsă orizontal. E decorat tricrom cu ove în bandă albă, cu nervuri roșii, alternând cu benzi negre ce au nervură roșie. Pe fundul capacului e pictat cu alb, delimitat de o bandă subțire, roșie. | Muzeul Județean Botoșani, Botoșani | Cimec    |
|      | Capac                          | Școală: Drăgușeni Descoperit: jud. Botoșani, com. Drăgușeni, Drăgușeni, Ostrov Material: Lut                                                                                    | Modelat din pastă densă, cu cioburi și nisip drept degresanți. Capacul are formă de clopot, cu buton discoidal, fața butonului este concavă, umărul arcuit, cu două proeminențe perforate vertical. Buza vasului este ușor evazată. E pictat cu benzi spiralice largi, roșii pe înveliș alb, și albe cu mediană roșie. | Muzeul Județean Botoșani, Botoșani | Cimec    |
|      | Capac                          | Școală: Săveni Descoperit: jud. Botoșani, com. Săveni, Săveni, Petricani Material: Lut                                                                                          | Lucrat din pastă fină, ars oxidant. Are calota arcuită, fundul plat, buza îngroșată, oblică. Este pictat doar exterior, decorul este dispus tectonic, în trei registre. Primul registru îl reprezintă chiar fundul vasului, partea aplatizată a calotei; decorul e constituit dintr-o bulină mare, pictată cu negru, inclusă în două cercuri: unul alb, altul negru. Al doilea registru e pictat pe partea arcuită a vasului și reprezintă un motiv în vârtej, realizat din benzi subțiri mărginite de benzi late. Al treilea registru repetă același motiv în vârtej. | Muzeul Județean Botoșani, Botoșani | Cimec    |
|      | Capac                          | Școală: Drăgușeni Descoperit: jud. Botoșani, com. Drăgușeni, Drăgușeni, Ostrov Material: Lut                                                                                    | Lucrat din pastă semifină, ars oxidant. Corpul are formă de clopot, buton discoidal, iar fața acestuia este ușor albiată. Pe umăr are două proeminențe străpunse vertical. Buza vasului este ușor evazată. Este pictat tricrom, cu același motiv cu al vasului pe care îl acoperă, cu cârlige unghiulare, dispuse vertical, în două metope separate prin benzi albe cu mediană roșie, mărginite cu negru. | Muzeul Județean Botoșani, Botoșani | Cimec    |
|      | Pahar                          | Descoperit: jud. Botoșani, com. Drăgușeni, Drăgușeni, Ostrov Material: Lut | Lucrat din pastă fină. Are gâtul scund, ușor tronconic, corpul bombat, aproape sferoidal, fundul nedefinit, două tortițe laterale pe diametrul maxim, străpunse vertical. E pictat tricrom, pe gât ove încadrate de motive arcuite albe. Registrul următor e pictat tricrom, spirale executate cu bandă unitară îngustă, albă, dublată de spirale roșii mărginite cu negru. Al treilea registru repetă aceleași motive decorative. | Muzeul Județean Botoșani, Botoșani | Cimec    |
|      | Vas cu suport                  | Școală: Mitoc Descoperit: jud. Botoșani, com. Mitoc, Mitoc, Pârâul lui Istrate Material: lut; modelare cu mâna; ardere oxidantă                                                 | Vas realizat din pastă semifină, arsă oxidant. Vasul e format din două corpuri, suprapuse: o cupă de formă bitronconică e așezată pe un suport cilindric cu zece fante verticale. Are două tortițe perforate vertical pe curbura maximă. Decor liniar, adâncit cu patru spirale agățate în pâlnii, linii și puncte. Interspațiul este decorat cu motive complementare – semiove și linii adâncite. Suportul vasului evidențiază faptul că face parte din categoria vaselor „horă”. | Muzeul Județean Botoșani, Botoșani | Cimec    |
|      | Castron                        | Școală: Drăgușeni Descoperit: jud. Botoșani, com. Drăgușeni, Drăgușeni, Ostrov Material: lut; modelare cu mâna; ardere oxidantă                                                 | Lucrat din pastă semifină, ars oxidant. Vasul are umărul rotunjit, corpul cu pereți arcuiți, fundul plat. Pe corp are o proeminență - corn, împinsă din interior, ruptă la vârf. Exterior castronul e ornamentat cu canelură și pictură bicromă, în canelură cu alb iar între acestea cu roșu. Pe buză vasul e decorat cu crestături fine. Pe corp se desfășoară patru volute spiralice. Zona dinspre bază e pictată cu alb. În interior vasul mai păstrează parțial urme de pictură bicromă - roșu pe alb. | Muzeul Județean Botoșani, Botoșani | Cimec    |
|      | Vas bitronconic                | Școală: Drăgușeni Descoperit: jud. Botoșani, com. Drăgușeni, Drăgușeni, Ostrov Material: lut; modelare cu mâna; ardere oxidantă                                                 | Lucrat din pastă fină, ars oxidant. Are buza ușor răsfrântă interior, umăr proeminent, dublat, fundul drept, patru totițe străpunse vertical pe ambele etaje, pe curbura maximă. Decorul e organizat pe patru registre, pe înveliș alb, în funcție de tectonica vasului. Primul registru este acoperit de pictură bicromă, în sistem de linii, al doilea registru ornamentat cu motive în scăriță, registrul principal e pictat cu cârlige spiralice unghiulare, înșiruite vertical, iar în registrul inferior, spirale îmbucate. | Muzeul Județean Botoșani, Botoșani | Cimec    |
|      | Statuetă antropomorfă          | Școală: Drăgușeni Descoperit: jud. Botoșani, com. Drăgușeni, Drăgușeni, Lutărie Material: lut; modelare cu mâna; ardere oxidantă                                                | Statuetă antropomorfă feminină, pastă fină, omogenă, arsă oxidant. Capul are două părți laterale lățite, cu două găuri, gât lung, trunchi svelt, ușor bombat în față, spatele drept, tors proeminent, picioare alăturate dar separate printr-o șănțuire, terminatre cu un vârf comun. Decorată prin incizie cu motive romboidale pe trunchi, triunghiulare pe coapse și spirale pe omoplați, abdomen și fese. La gât are un ornament incizat în formă de pandantiv, alte incizii sugerează amănunte anatomice: ombilic, triunghi sexual. | Muzeul Județean Botoșani, Botoșani | Cimec    |
|      | Capac                          | Școală: Vorniceni Descoperit: jud. Botoșani, com. Vorniceni, Vorniceni, Pod Ibăneasa Material: lut; modelare cu mâna; ardere oxidantă                                           | Capac realizat din pastă fină, ars oxidant. Are formă de „coif suedez", calota rotunjită, fund nedefinit, peretele arcuit, buza evazată. Pe corp, în zona dintre registre are două tortițe, străpunse orizontal. Decorul se realizează în două registre. De pe fundul vasului pleacă benzi late de culoare roșu-brun, mărginite cu negru, ce alternează cu benzi liniare pictate cu roșu-brun pe fond alb. Același motiv ornamental continuă pe buză. Cele două zone decorative sunt despărțite prin benzi orizontale pictate și însoțite de altele rezervate din înveliș. | Muzeul Județean Botoșani, Botoșani | Cimec    |
|      | Castron                        | Școală: Vorniceni Descoperit: jud. Botoșani, com. Vorniceni, Vorniceni, Pod Ibăneasa Material: lut; modelare cu mâna; ardere oxidantă                                           | Vasul este modelat din pastă fină, ars oxidant. Are buza înclinată spre interior, umărul carenat partea inferioară ușor curbată, fundul nedefinit, o proeminență pe diametrul maxim este străpunsă orizontal. Este decorat atât în interior cât și în exterior cu motive ovoidale flancate de benzi arcuite la exterior și piezișe pictate și cruțate cu negru pe alb. Fundul vasului este pictat cu negru rezervând două motive foliacee incluse, ornamentate cu trei linii cruțate dispuse în două sectoare opuse flancate de benzi late, unitare, pictate și rezervate sub forma unui V, larg deschis, cu brațele ușor arcuite. | Muzeul Județean Botoșani, Botoșani | Cimec    |
|      | Vas                            | Școală: Drăgușeni Descoperit: jud. Botoșani, com. Drăgușeni, Drăgușeni, Ostrov Material: lut; modelare cu mâna; ardere oxidantă                                                 | Lucrat din pastă fină, ars oxidant, la roșu. Are corp cilindric, secționat vertical în opt fâșii prin tăieturi parale de 1 cm, prezentând stilizat opt cariatide. Este prevăzut la fiecare cap cu câte o pâlnie, partea inferioară ceva mai evazată. Are două proeminențe - torți opuse, străpunse orizontal. În partea superioară, ce leagă corpul vasului de pâlnie se redau două brațe. Este decorat cu roșu pe fond alb, în trei registre. Buza vasului e crestată. | Muzeul Județean Botoșani, Botoșani | Cimec    |
|      | Tron                           | Școală: Drăgușeni Descoperit: jud. Botoșani, com. Drăgușeni, Drăgușeni, Ostrov Material: lut; modelare cu mâna; ardere oxidantă                                                 | Lucrat din pastă fină, arsă oxidant. Piesa imită un obiect de mobilier, un scăunel. Are tăblia pătrată cu capete rotunjite, albiată, cu marginea ridicată. Spătarul are o perforație semicirculară. Are patru picioare cilindrice, destul de înalte. Pe tăblie a fost pictată o volută albă pe fond roșu, acum aproape ștersă. | Muzeul Județean Botoșani, Botoșani | Cimec    |
|      | Vas în formă de cizmă          | Școală: Drăgușeni Descoperit: jud. Botoșani, com. Drăgușeni, Drăgușeni, Ostrov Material: lut; modelare cu mâna; ardere oxidantă                                                 | Lucrat din pastă fină ars oxidant. Vas fragmentat la partea superioară, gol în interior. Decorul e realizat cu linii roșii pe fond alb sugerând legăturile unei încălțări. Are forma unei cizmulițe scurte. | Muzeul Județean Botoșani, Botoșani | Cimec    |
|      | Statuetă zoomorfă - urs        | Școală: Ștefănești Descoperit: jud. Botoșani, com. Ștefănești, Ștefănești, Stârcea Material: lut; modelare cu mâna                                                              | Piesă lucrată din pastă fină. E modelată în stil naturist are capul relativ triunghiular, botul conic, întredeschiderea gurii e redată prin incizie, urechile proeminente, ochii redați prin găuri. Gâtul e scurt, corpul masiv, sexul modelat plastic, de asemeni coada. Se sprijină pe patru picioare conice. | Muzeul Județean Botoșani, Botoșani | Cimec    |
|      | Statuetă zoomorfă - purcel     | Școală: Drăgușeni Descoperit: jud. Botoșani, com. Drăgușeni, Drăgușeni, Ostrov Material: lut; modelare cu mâna; ardere oxidantă                                                 | Lucrat din pastă fină, arsă oxidant. Este modelată realist și redă un porc mistreț, cu capul mare, botul ascuțit și râtul întors în sus, urechi mari, ridicate în sus, lățite, spinarea ascuțită, codița întoarsă în sus, picioarele scurte. | Muzeul Județean Botoșani, Botoșani | Cimec    |
|      | Castron                        | Școală: Vorniceni Descoperit: jud. Botoșani, com. Vorniceni, Vorniceni, Pod Ibăneasa Material: lut; modelare cu mâna; ardere oxidantă                                           | Vas lucrat din pastă fină, ars oxidant. Are buza înclinată spre interior, umărul rotunjit, corpul este ușor rotunjit și aplatizat, fundul nedefinit. Pe umăr are o proeminență perforată orizontal. Pe buză este decorat exterior cu motive ovoidale, flancate de benzi arcuite pictate și cruțate cu ciocolatiu pe fond alb. Fundul vasului este decorat cu motive foliacee incluse și dispuse opus, benzi arcuite pictate și rezervate, late, unitare, alternând cu altele liniare. Interior, pe buză, are o bandă lată de aceeași culoare ciocolatie. | Muzeul Județean Botoșani, Botoșani | Cimec    |
|      | Vas-binoclu                    | Școală: Vorniceni Descoperit: jud. Botoșani, com. Vorniceni, Vorniceni, Pod Ibăneasa Material: lut; modelare cu mâna; ardere oxidantă                                           | Modelat din pastă semifină, ars oxidant. Vas format din două corpuri unite prin trei punți. Decor bicrom, cu brun pe fond alb. Pâlniile sunt decorate cu spirale recurente la exterior și motive foliacee însoțite de benzi arcuite în interior. Cele trei registre decorative sunt separate prin linii orizontale. Zona de mijloc și puntea mediană sunt pictate cu motive arcuite așezate opus. | Muzeul Județean Botoșani, Botoșani | Cimec    |
|      | Vas globular                   | Școală: Vorniceni Descoperit: jud. Botoșani, com. Vorniceni, Vorniceni, Pod Ibăneasa Material: lut; modelare cu mâna; ardere oxidantă                                           | Lucrat din pastă fină, arsă oxidant. Vas cu corp globular, gât scurt, gura strâmtă, buza înclinată spre interior, fundul plat. Gâtul e ornamentat cu grupări de linii verticale albe pe fond roșu. Pe corp vasul e pictat cu cercuri de linii albe incluse pictate pe fond roșu. Interspațiul e pictat cu negru. | Muzeul Județean Botoșani, Botoșani | Cimec    |
|      | Pahar                          | Școală: Vorniceni Descoperit: jud. Botoșani, com. Vorniceni, Vorniceni, Pod Ibăneasa Material: lut; modelare cu mâna; ardere oxidantă                                           | Vas realizat din pastă fină, ars oxidant. Corp bitronconic, gât lung, buza ușor răsfrântă în afară, fundul slab conturat. Pictat cu negru pe fond alb. Marginea buzei de aceeași lățime, pictată în exterior și interior cu negru. Gâtul arcuit al vasului este pictat cu dungi orizontale negre și albe de aceeași grosime. Corpul vasului este pictat cu același sistem de dungi, de această dată verticale. | Muzeul Județean Botoșani, Botoșani | Cimec    |
|      | Pahar                          | Școală: Vorniceni Descoperit: jud. Botoșani, com. Vorniceni, Vorniceni, Pod Ibăneasa Material: lut; modelare cu mâna; ardere oxidantă                                           | Pahar realizat din pastă foarte fină, gâtul evidențiat, cilindric, corpul globular. Decorul realizat în trei registre: pe gât câmpul decorativ este divizat în trei metope pe care se observă benzi curbate, evidențiate pe fundalul roșu. Pe corpul bombat al paharului se pot vedea două grupe opuse formate din câte trei spirale cu volută dublă. Spiralele din mijloc își desfășoară voluta a doua pe fundul vasului. | Muzeul Județean Botoșani, Botoșani | Cimec    |
|      | Amforă                         | Școală: Vorniceni Descoperit: jud. Botoșani, com. Vorniceni, Vorniceni, Pod Ibăneasa Material: lut; modelare cu mâna; ardere oxidantă                                           | Vas modelat din pastă fină, arsă oxidant. Are gâtul înalt, gura strâmtă, buza ușor răsfrântă prevăzut cu două proeminențe torți străpunse vertical așezate opus pe diametrul maxim. Pe buză are o banda lata de culoare roșie. Motivele ornamentale sunt organizate pe două registre orizontale: pe gât spirale cu volute îmbucate și benzi scurte între ele, aceleași motive pe corpul vasului realizate cu roșu pe fond alb. | Muzeul Județean Botoșani, Botoșani | Cimec    |
|      | Amforă                         | Școală: Vorniceni Descoperit: jud. Botoșani, com. Vorniceni, Vorniceni, Pod Ibăneasa Material: lut; modelare cu mâna; ardere oxidantă                                           | Lucrat din pastă semifină, ars oxidant. Are corpul bitronconic, gura strâmtă, gâtul scund, tronconic, buza ușor înclinată spre interior, umărul dublu boltit, fundul plat. Pe diametrul maxim și la baza etajului superior sunt patru proeminențe- torți. Cei doi umeri ai vasului sunt separați printr-o șănțuire. Zonele decorative sunt delimitate prin benzi orizontale rezervate și pictate. Primul umăr prezintă cinci zone concentrice însoțite de benzi arcuite. Următorul registru este ocupat de volute spiralice cu benzi de legătură, pe gât are benzi liniare piezișe. | Muzeul Județean Botoșani, Botoșani | Cimec    |
|      | Castronel                      | Școală: Vorniceni Descoperit: jud. Botoșani, com. Vorniceni, Vorniceni, Pod Ibăneasa Material: lut; modelare cu mâna; ardere oxidantă                                           | Modelat din pastă fină, arsă oxidant. Are umărul carenat, buza înclinată spre interior, fundul ușor rotunjit, o proeminență laterală pe diametrul maxim străpunsă vertical. Pictat bicrom cu roșu pe alb. Pe buză este decorat cu un sistem intercalat de benzi liniare piezișe și verticale. Zona inferioară, fundul vasului, are reprezentate motive în benzi liniare cruțate cu roșu ce ocrotesc două motive foliacee în care s-a intervenit cu linii paralele pictate cu roșu. | Muzeul Județean Botoșani, Botoșani | Cimec    |
|      | Castron                        | Școală: Vorniceni Descoperit: jud. Botoșani, com. Vorniceni, Vorniceni, Pod Ibăneasa Material: lut; modelare cu mâna; ardere oxidantă                                           | Lucrat din pastă fină, ars oxidant. Ornamentat doar exterior, buza adusă spre interior, umărul rotunjit, fundul plat. Pe diametrul maxim are două apucători aflate la 7 cm una de alta, străpunse vertical. Pictat bicrom cu brun pe fondul alb al vasului, motive rombice, benzi liniare. Pe fund este ornamentat cu benzi liniare curbe și drepte ce ocrotesc un motiv format din patru elipse și un motiv circular central. | Muzeul Județean Botoșani, Botoșani | Cimec    |
|      | Vas în formă de coșuleț        | Școală: Drăgușeni Descoperit: jud. Botoșani, com. Drăgușeni, Drăgușeni, Ostrov Material: lut; modelare cu mâna; ardere oxidantă                                                 | Lucrat din pastă semifină, ars oxidant, are formă rectangulară neregulată. Vasul coșuleț are un decor combinat: decor canelat combinat cu creste alveolate și pictură bicromă. Corpul vasului e împărțit în metope, motivele ornamentale sunt realizate cu ajutorul spiralelor și spiralelor îmbucate arcuit. În interior e pictat cu roșu pe fond alb. Are trei proeminențe exterioare străpunse orizontal. | Muzeul Județean Botoșani, Botoșani | Cimec    |
|      | Vas cu picior                  | Școală: Drăgușeni Descoperit: jud. Botoșani, com. Drăgușeni, Drăgușeni, Ostrov Material: lut; modelare cu mâna; ardere oxidantă                                                 | Modelat din pastă semifină, arsă oxidant. Vasul are formă bitronconică, gura strâmtă, gâtul scund, Buza ușor înclinată, spre interior, pe diametrul maxim este prevăzut cu două proeminențe străpunse vertical, piciorul scund, evazat, prevăzut cu două orificii. Decorul este dispus în patru registre orizontale. Pe gât are benzi roșii, pe fond alb. Jumătatea superioară e decorată tricrom: benzi liniare subțiri, albe, pe fond roșu, mărginite cu negru. Următorul registru este decorat cu benzi dispuse pieziș în jurul vasului. Pe picior sub formă de evantai sunt dispuse benzi negre pe fond roșu și benzi roșii pe fond alb.                                                                                               | Muzeul Județean Botoșani, Botoșani | Cimec    |
|      | Capac                          | Școală: Drăgușeni Descoperit: jud. Botoșani, com. Drăgușeni, Drăgușeni, Ostrov Material: lut; modelare cu mâna; ardere oxidantă                                                 | Lucrat din pastă fină, ars oxidant. Capac tip clopot, are formă tronconică, buza evazată, umărul pronunțat. Decor tricrom, benzi piezișe realizate cu negru și alb, pe fond roșu. Discul mânerului poartă un motiv compus din câmpuri hașurate în rețea de linii roșii. | Muzeul Județean Botoșani, Botoșani | Cimec    |
|      | Strachină                      | Școală: Drăgușeni Descoperit: jud. Botoșani, com. Drăgușeni, Drăgușeni, Lutărie Material: lut; modelare cu mâna; ardere oxidantă                                                | Vas lucrat din pastă foarte fină, ars oxidant. Are formă tronconică, fundul plat, sub buză două proeminențe străpunse orizontal. În crestăturile de pe buză s-a aplicat culoare albă. E decorat cu caneluri, gropițe. Motivul realizat este un vârtej. În caneluri s-a aplicat culoare albă, iar spațiul dintre ele e acoperit de roșu. | Muzeul Județean Botoșani, Botoșani | Cimec    |
|      | Statuetă zoomorfă - urs        | Școală: Ripiceni Descoperit: jud. Botoșani, com. Ripiceni, Ripiceni, Hârtop Material: lut; modelare cu mâna; ardere oxidantă                                                    | Statuetă zoomorfă, modelată din pastă fină, arsă oxidant. Piesa reprezintă un urs. Are capul rotund, urechile și botul sunt proeminente, ochii și urechile sunt evidențiate prin două scobituri, corpul masiv, alungit. Labele anterioare sunt întinse în față iar cele posterioare, pe care se sprijină, sunt individualizate printr-o incizie. Blana e redată prin împunsături alungite pe întreg corpul. | Muzeul Județean Botoșani, Botoșani | Cimec    |
|      | Statuetă antropomorfă          | Școală: Săveni Descoperit: jud. Botoșani, com. Săveni Material: lut; modelare cu mâna; ardere oxidantă                                                                          | Piesă realizată din pastă semifină, bine aleasă, arsă oxidant. Îi lipsesc capul și vârful picioarelor. Acestea sunt demarcate doar pe partea dorsală printr-o incizie până aproape de capătul lor. E decorată cu incizii, deosebit de elegantă, fină, lucrată cu o precizie deosebită. Motivele decorative incizate apar pe suprafața corpului grupate sub forma unghiului, rombului, în forma literei V. Fața superioară a picioarelor este ornamentată cu o spirală ghem. Rombul de pe abdomen este străpuns orizontal. | Muzeul Județean Botoșani, Botoșani | Cimec    |
|      | Măsuță                         | Școală: Drăgușeni Descoperit: jud. Botoșani, com. Drăgușeni, Drăgușeni, Lutărie Material: lut; modelare cu mâna; ardere oxidantă                                                | Lucrată din pastă semifină, arsă oxidant. Are patru picioare scurte, fața albiată. Capetele au formă triunghiulară. Este ornamentată cu benzi roșii pictate pe fondul natural al piesei și roșu pe fața inferioară. | Muzeul Județean Botoșani, Botoșani | Cimec    |
|      | Vas cu suport                  | Școală: Drăgușeni Descoperit: jud. Botoșani, com. Drăgușeni, Drăgușeni, Ostrov Material: lut; modelare cu mâna; ardere oxidantă                                                 | Lucrat din pastă semifină, ars oxidant. Vas format din două părți: cupă și picior tronconic. Decor realizat prin canelură și pictură bicromă, alb și roșu, crestat pe buză. Are strachina tronconică, suport înalt evazat spre bază. În zona de contact între recipient și picior, are două proeminențe-brațe, străpunse orizontal. Sub acestea, în piciorul vasului sunt două orificii opuse. | Muzeul Județean Botoșani, Botoșani | Cimec    |
|      | Strachină                      | Școală: Vorniceni Descoperit: jud. Botoșani, com. Vorniceni, Vorniceni, Pod Ibăneasa Material: lut; modelare cu mâna                                                            | Strachină capac, modelată din pastă fină, formă tronconică, corpul arcuit, fundul plat. Sub buză are o apucătoare străpunsă orizontal. E pictată bicrom cu roșu pe fond alb. În interior buza prezintă o friză de trei perle ovoidale cu câte un punct în mijloc, însoțite de linii arcuite. La exterior, pe buză sunt perle flancate de benzi oblice pictate și cruțate. Corpul vasului e pictat cu un motiv de benzi sugerând un vârtej ce rezervă două motive foliacee incluse, așezate opus. | Muzeul Județean Botoșani, Botoșani | Cimec    |
|      | Statuetă                       | Școală: Ștefănești Descoperit: jud. Botoșani, com. Ștefănești, Ștefănești, Bădiuți Material: os; tăiere                                                                         | Statuetă de os întreagă. Are marcate gâtul și talia printr-o linie sinuoasă. Are fața ventrală, ușor convexă iar cea dorsală oarecum plată, ușor concavă datorită conformației osului. Piesa a fost șănțuită în partea inferioară pentru a pune în evidență bazinul, triunghiul sexual și picioarele pe ambele fețe ale piesei. | Muzeul Județean Botoșani, Botoșani | Cimec    |
|      | Castron                        | Școală: Ștefănești Descoperit: jud. Botoșani, com. Ștefănești, Ștefănești, Bulboana lui Stârcea Material: lut; modelare cu mâna; ardere oxidantă                                | Lucrat din pastă fină, ars oxidant. Vas de formă tronconică gâtul marcat tectonic, buza evazată, umărul rotunjit. Motivele ornamentale sunt realizate cu roșu și mărginite cu negru, motive sinuoase în interior iar în exterior benzi arcuite dispuse simetric. | Muzeul Județean Botoșani, Botoșani | Cimec    |
|      | Capac                          | Școală: Vorniceni Descoperit: jud. Botoșani, com. Vorniceni, Vorniceni, Pod Ibăneasa Material: lut; modelare cu mâna; ardere oxidantă                                           | Lucrat din pastă fină, ars oxidant. Are calota aplatizată cu marginea reliefată. Pe corp are două tortițe proeminente simetrice străpunse vertical pe diametrul maxim, buza răsfrântă în afară. Decorul dispus tectonic pe trei registre. Pe partea superioară aplatizată a calotei decorul e realizat cu roșu-brun pe fond alb-gălbui, desfășoară benzi liniare arcuite așezate opus în două sectoare. În zona torților sunt ove concentrice rezervate cu negru din învelișul alb al vasului volute spiralice încadrate de benzi albe. Pe buză au perle ovoidale flancate de benzi negre și roșii brune. | Muzeul Județean Botoșani, Botoșani | Cimec    |
|      | Vas antropomorf                | Școală: Drăgușeni Descoperit: jud. Botoșani, com. Drăgușeni, Drăgușeni, Ostrov Material: lut; modelare cu mâna; ardere oxidantă                                                 | Lucrat din pastă fină, ars oxidant. Vas decorat cu canelură în asociere cu pictură tricromă. Motivele ornamentale sunt realizate cu spirale în bandă îngustă albă cu mediană roșie conturată cu negru. Pe șolduri s-au executat motive spiralice cu buclele răsucite triplu. Pe buza vasului, considerat registru decorativ, decorul este realizat din frânturi de spirale mărginite de o bandă orizontală. | Muzeul Județean Botoșani, Botoșani | Cimec    |
|      | Capac                          | Școală: Drăgușeni Descoperit: jud. Botoșani, com. Drăgușeni, Drăgușeni, Ostrov Material: lut; modelare cu mâna; ardere oxidantă                                                 | Piesă realizată din pastă fină, arsă oxidant. Capacul are calotă rotunjită, corpul evazat. Pe linia de maximă rotunjire a calotei se găsesc două proeminențe străpunse vertical. Calota propriu-zisă este desenată cu benzi în cruce, spațiul dintre acestea fiind caroiat. Pe corpul vasului se desfășoară spirale, semicercuri. Decorul este pictat tricrom. | Muzeul Județean Botoșani, Botoșani | Cimec    |
|      | Căpăcel                        | Școală: Vorniceni Descoperit: jud. Botoșani, com. Vorniceni, Vorniceni, Pod Ibăneasa Material: lut; modelare cu mâna; ardere oxidantă                                           | Lucrat din pastă fină, arsă oxidant. Are forma de calotă, corpul arcuit, fundul nedefinit, borul evazat, o tortiță laterală străpunsă orizontal. În exterior decorul se desfășoară pe două registre. Zona fundului e acoperită cu pictură în benzi liniare ce ocrotesc zone incluse așezate opus. Zona de pe buză prezintă benzi arcuite pictate și rezervate. Aceleași motive se întîlnesc pe buza interioară, delimitată de fundul alb al vasului prin două benzi orizontale cu alb și negru. | Muzeul Județean Botoșani, Botoșani | Cimec    |
|      | Brățară cu capetele înfășurate | Datare: începând din sec. II a.Chr. Descoperit: jud. BOTOȘANI, com. DERSCA, DERSCA, Marginea Văii Material: argint; batere                                                      | Brățară dacică din argint confecționată dintr-o bară masivă, octogonală în secțiune, subțiată spre capete, acestea din urmă fiind petrecute și înfășurate, formând două „ochiuri” răsucite. Unul din capete este rupt din vechime. Miezul este confecționat din aliaj de argint și cupru, peste care a fost aplicată o foiță de argint de bună calitate. | Muzeul Județean Botoșani, Botoșani | Cimec    |
|      | Fibulă de argint               | Descoperit: jud. BOTOȘANI, com. MIHĂLĂȘENI, MIHĂLĂȘENI, Șesul Bașelului Material: argint; turnare                                                                               | Fibulă de argint cu piciorul înfășurat și resortul format din două segmente, având coarda dublă. | Muzeul Județean Botoșani, Botoșani | Cimec    |
|      | Cazan scitic                   | Descoperit: jud. BOTOȘANI, com. DÂNGENI, IACOBENI, Valea Grădinii Material: bronz; batere; turnare                                                                              | Cazan de bronz, scitic, realizat prin tehnica turnării și a ciocănirii la rece. Are un picior evazat, două torți cu o ușoară șănțuire și patru protome zoomorfe, situate pe buză, simetric. | Muzeul Județean Botoșani, Botoșani | Cimec    |

## Fond
| Foto | Informații generale            | Detalii tehnice | Descriere | Deținător                          | Legături |
| ---- | ------------------------------ | --- | --- | ---------------------------------- | -------- |
|      | Fructieră                      | Descoperit: jud. BOTOȘANI, com. VORNICENI, VORNICENI, Pod Ibăneasa Material: lut; modelare cu mâna; ardere oxidantă                              | Vasul are picior tronconic, evazat spre buză iar la partea superioară are o strachină. A fost pictat inițial cu alb: pe picior cu benzi orizontale, pe strachină (atât în interior cât și în exterior) cu motive piezișe, anulate imediat prin întinderea culorii brune pe corpul vasului. | Muzeul Județean Botoșani, Botoșani | Cimec    |
|      | Străpungător                   | Descoperit: jud. BOTOȘANI, com. VORNICENI, VORNICENI, Pod Ibăneasa Material: cupru; batere la rece                                               | Piesa are secțiune circulară, vârf ascuțit. Este corodată. | Muzeul Județean Botoșani, Botoșani | Cimec    |
|      | Gratoar                        | Datare: eneolitic Descoperit: jud. BOTOȘANI Material: silex, cioplire, retusare                                                                  | Gratoar dublu, pe așchie, convex, de culoare gri-albăstrui. | Muzeul Județean Botoșani, Botoșani | Cimec    |
|      | Gratoar                        | Datare: eneolitic Descoperit: jud. BOTOȘANI, com. DRĂGUȘENI, DRĂGUȘENI, Ostrov Material: silex, cioplire, retusare                               | Gratoar, translucid, convex, cu retușe oblice. | Muzeul Județean Botoșani, Botoșani | Cimec    |
|      | Gratoar                        | Datare: eneolitic Descoperit: jud. BOTOȘANI, com. DRĂGUȘENI, DRĂGUȘENI, Ostrov Material: silex, cioplire, slefuire                               | Gratoar de culoare maro deschis, convex, cu retușe oblice. | Muzeul Județean Botoșani, Botoșani | Cimec    |
|      | Gratoar                        | Datare: eneolitic Școală: anonim Descoperit: jud. BOTOȘANI, com. CORLĂTENI, CORLĂTENI, Pe tarină Material: silex, cioplire, retușare             | Gratoar de silex cenușiu cu cortex cu retușe oblice pe un capăt. | Muzeul Județean Botoșani, Botoșani | Cimec    |
|      | Gratoar                        | Datare: eneolitic Școală: anonim Descoperit: jud. BOTOȘANI, com. CORLĂTENI, CORLĂTENI Material: silex, cioplire,retușare                         | Gratoar pe așchie de culoare cenușie, convex, cu bot, retușe oblice. | Muzeul Județean Botoșani, Botoșani | Cimec    |
|      | Gratoar pe așchie              | Datare: eneolitic Școală: anonim Descoperit: jud. BOTOȘANI Material: silex, cioplire, retușare                                                   | Gratoar dublu, silex cenușiu, cu retușe duble, oblice. | Muzeul Județean Botoșani, Botoșani | Cimec    |
|      | Gratoar                        | Datare: eneolitic Descoperit: jud. BOTOȘANI, com. CORLĂTENI, CORLĂTENI, Pe Țarină Material: silex, cioplire, retusare                            | Gratoar de silex cenușiu, cu retușe laterale oblice. | Muzeul Județean Botoșani, Botoșani | Cimec    |
|      | Gratoar pe așchie              | Datare: eneolitic Descoperit: jud. BOTOȘANI, com. CORLĂTENI, CORLĂTENI, Pe Țarină Material: silex, cioplire, retusare                            | Gratoar pe așchie din silex cenușiu cu pete, carenat, cu retușe oblice. | Muzeul Județean Botoșani, Botoșani | Cimec    |
|      | Gratoar pe așchie              | Datare: eneolitic Descoperit: jud. BOTOȘANI Material: silex, cioplire, retușare                                                                  | Gratoar pe așchie din silex cenușiu, carenat, retușe oblice. | Muzeul Județean Botoșani, Botoșani | Cimec    |
|      | Gratoar                        | Datare: eneolitic Descoperit: jud. BOTOȘANI Material: silex, cioplire, retusare                                                                  | Gratoar de silex cenușiu cu maro, cu retușe oblice. | Muzeul Județean Botoșani, Botoșani | Cimec    |
|      | Gratoar                        | Datare: eneolitic Descoperit: jud. BOTOȘANI, com. DRĂGUȘENI, DRĂGUȘENI, lutarie Material: silex, cioplire, retusare                              | Gratoar pe vârf de așchie, cenușiu cu pete, retușe oblice. | Muzeul Județean Botoșani, Botoșani | Cimec    |
|      | Gratoar pe așchie              | Datare: eneolitic Descoperit: jud. BOTOȘANI, com. CORLĂTENI, CORLĂTENI, Pe Țarină Material: silex, cioplire, retusare                            | Gratoar circular de culoare cenușie, cu cortex, cu retușe oblice. | Muzeul Județean Botoșani, Botoșani | Cimec    |
|      | Gratoar                        | Datare: eneolitic Școală: anonim Descoperit: jud. BOTOȘANI, com. Stâncești, Baisa Material: silex, cioplire, retușare,                           | Gratoar lucrat pe o lamă lungă, cu două laturi egale, convex, silex de culoare cenușiu-vinețiu în ape. | Muzeul Județean Botoșani, Botoșani | Cimec    |
|      | Gratoar pe lamă                | Datare: eneolitic Descoperit: jud. BOTOȘANI, com. DRĂGUȘENI, DRĂGUȘENI Material: silex, cioplire, retușare                                       | Gratoar pe lamă cu două laturi lungi, retușat în evantai, cenușiu cu dungi. | Muzeul Județean Botoșani, Botoșani | Cimec    |
|      | Gratoar pe lamă                | Datare: eneolitic Descoperit: jud. BOTOȘANI, com. RIPICENI, RIPICENI, Hârtop Material: Silex, cioplire, retușare                                 | Gratoar pe lamă, partea activă de formă semicirculară, de culoare negru-cenușiu. | Muzeul Județean Botoșani, Botoșani | Cimec    |
|      | Gratoar pe lamă                | Datare: Eneolitic Școală: anonim Descoperit: jud. BOTOȘANI, com. M. Eminescu, Baisa Material: silex, cioplire, retușare                          | Gratoar pe lamă, are două laturi lungi, paralele, de culoare negru-cenușiu. | Muzeul Județean Botoșani, Botoșani | Cimec    |
|      | Gratoar pe lamă                | Datare: eneolitic Descoperit: jud. BOTOȘANI, com. COȚUȘCA, GHIRENI Material: silex, cioplire, retușare                                           | Gratoar pe lamă, cu două laturi lungi, capătul activ lucrat în evantai, de culoare alb-albăstrui. | Muzeul Județean Botoșani, Botoșani | Cimec    |
|      | Gratoar                        | Datare: eneolitic Descoperit: jud. BOTOȘANI, com. CORLĂTENI, CORLĂTENI, Tarină Material: silex, cioplire, retușare                               | Gratoar cu două laturi lungi, baza aproape dreaptă, de culoare cenușiu-roșiatic. | Muzeul Județean Botoșani, Botoșani | Cimec    |
|      | Gratoar                        | Datare: eneolitic Școală: anonim Descoperit: jud. BOTOȘANI, com. Draguseni, Drăgușeni Material: silex, cioplire, retușare                        | Gratoar cu două laturi lungi, de culoare cenușiu-roșiatic. | Muzeul Județean Botoșani, Botoșani | Cimec    |
|      | Gratoar                        | Datare: eneolitic Descoperit: jud. BOTOȘANI Material: silex, cioplire, retușare                                                                  | Piesă curbată, de culoare roșiatică. | Muzeul Județean Botoșani, Botoșani | Cimec    |
|      | Gratoar pe lamă                | Datare: eneolitic Descoperit: jud. BOTOȘANI, com. M. Eminescu, Stâncești, Baisa Material: silex, cioplire, retușare                              | Gratoar pe lamă cu două laturi paralele, baza dreaptă, cenușiu. | Muzeul Județean Botoșani, Botoșani | Cimec    |
|      | Gratoar pe lamă                | Datare: eneolitic Descoperit: jud. BOTOȘANI, com. M. Eminescu, Stâncești, Baisa Material: silex, cioplire, retușare                              | Piesă cu baza dreaptă, de culoare negru-translucid. | Muzeul Județean Botoșani, Botoșani | Cimec    |
|      | Gratoar pe lamă                | Descoperit: jud. BOTOȘANI, com. DRĂGUȘENI, DRĂGUȘENI Material: silex, cioplire, retușare                                                         | Două laturi lungi. Baza dreaptă, partea activă lucrată în evantai, de culoare neagră cu cortex. | Muzeul Județean Botoșani, Botoșani | Cimec    |
|      | Gratoar pe lamă                | Datare: eneolitic Descoperit: jud. BOTOȘANI Material: silex, cioplire, retușare                                                                  | Piesă de culoare neagră cu pete cenușii. | Muzeul Județean Botoșani, Botoșani | Cimec    |
|      | Gratoar pe lamă                | Descoperit: jud. BOTOȘANI, com. ROMA, ROMA Material: silex, cioplire, retușare                                                                   | Gratoar pe lamă trunchiată, două laturi lungi, de culoare cenușiu-roșiatică. | Muzeul Județean Botoșani, Botoșani | Cimec    |
|      | Gratoar                        | Datare: eneolitic Descoperit: jud. BOTOȘANI Material: silex, cioplire, retușare                                                                  | Gratoar de formă aproape dreptunghiulară, culoare cenușiu-albăstrui cu cortex, cu retușe oblice. | Muzeul Județean Botoșani, Botoșani | Cimec    |
|      | Gratoar                        | Datare: eneolitic Școală: anonim Descoperit: jud. BOTOȘANI Material: silex, cioplire, retusare                                                   | Gratoar pe lamă carenată, de culoare negru cenușiu cu retușe oblice. | Muzeul Județean Botoșani, Botoșani | Cimec    |
|      | Gratoar                        | Datare: eneolitic Școală: anonim Descoperit: jud. BOTOȘANI, com. DRĂGUȘENI, DRĂGUȘENI, Ostrov Material: Silex, cioplire, retușare                | Gratoar pe lamă, convex, retușe duble, culoare cenușie. | Muzeul Județean Botoșani, Botoșani | Cimec    |
|      | Gratoar                        | Datare: eneolitic Descoperit: jud. BOTOȘANI, com. DRĂGUȘENI, DRĂGUȘENI, Ostrov Material: silex, cioplire, retusare                               | Gratoar cu lamă trunchiată, retușe oblice. | Muzeul Județean Botoșani, Botoșani | Cimec    |
|      | Gratoar                        | Descoperit: jud. BOTOȘANI, com. CORLĂTENI, CORLĂTENI, La Tarină Material: silex, cioplire, retușare                                              | Gratoar cu laturi paralele, convex, cenușiu cu negru. | Muzeul Județean Botoșani, Botoșani | Cimec    |
|      | Gratoar                        | Datare: eneolitic Descoperit: jud. BOTOȘANI Material: silex, cioplire, retușare                                                                  | Gratoar de culoare cenușie translucidă, cu retușe oblice pe capete. | Muzeul Județean Botoșani, Botoșani | Cimec    |
|      | Gratoar                        | Datare: eneolitic Descoperit: jud. BOTOȘANI Material: silex, cioplire, retușare                                                                  | Gratoar cu bot, de culoare cenușie, retușe oblice. | Muzeul Județean Botoșani, Botoșani | Cimec    |
|      | Gratoar                        | Datare: eneolitic Descoperit: jud. BOTOȘANI Material: silex, cioplire, retusare                                                                  | Silex de culoare cenușie, convex, cu retușe oblice. | Muzeul Județean Botoșani, Botoșani | Cimec    |
|      | Varf de lance                  | Datare: eneolitic Școală: anonim Descoperit: jud. BOTOȘANI, com. DRĂGUȘENI, DRĂGUȘENI, Ostrov Material: silex, cioplire, retușare                | Piesa este lucrată din silex negru, cu cortex, are formă triunghiulară, baza aproape dreaptă, retușe plate, | Muzeul Județean Botoșani, Botoșani | Cimec    |
|      | Varf de lance                  | Descoperit: jud. BOTOȘANI, com. DRĂGUȘENI, DRĂGUȘENI Material: silex, cioplire, retu;are                                                         | Piesă de formă triunghiulară, două laturi lungi, baza dreaptă, de culoare negru-cenușiu. | Muzeul Județean Botoșani, Botoșani | Cimec    |
|      | Varf de lance                  | Datare: eneolitic Descoperit: jud. BOTOȘANI, com. DRĂGUȘENI, DRĂGUȘENI, In Deal la Lutărie Material: Silex, cioplire, retușare                   | Piesă triunghiulară, cu baza aproape dreaptă, alb-cenușiu. | Muzeul Județean Botoșani, Botoșani | Cimec    |
|      | Varf de lance                  | Datare: eneolitic Descoperit: jud. BOTOȘANI, com. DRĂGUȘENI, DRĂGUȘENI, In Deal Material: silex, cioplire, retușare                              | Piesă fragmentară, ruptă din vechime, formă triunghiulară, silex negru. | Muzeul Județean Botoșani, Botoșani | Cimec    |
|      | Așchie                         | Datare: eneolitic Descoperit: jud. BOTOȘANI, com. Stancesti, Baisa Material: silex, cioplire                                                     | Piesă de formă quasi triunghiulară, de culoare cenușie. | Muzeul Județean Botoșani, Botoșani | Cimec    |
|      | Vârf de săgeată                | Descoperit: jud. BOTOȘANI, com. DRĂGUȘENI, DRĂGUȘENI Material: silex, cioplire, retușare                                                         | Formă triunghiulară, fragmentar, de culoare neagră. | Muzeul Județean Botoșani, Botoșani | Cimec    |
|      | Vas cu prag interior           | Descoperit: jud. Botoșani, com. VORNICENI, VORNICENI, pod.Ibăneasa Material: lut                                                                 | Vas modelat din pastă fină, ars oxidant. Formă tronconică la exterior, buza ușor înclinată spre interior, două proeminențe străpunse orizontal pe aceeași parte, sub diametrul maxim. În interior e modelat sub formă de cupă cu prag. A fost decorat cu roșu pe fond alb, pictura ștearsă în cea mai mare parte. | Muzeul Județean Botoșani, Botoșani | Cimec    |
|      | Oală                           | Datare: sec. IV-V Școală: Mihălășeni Descoperit: jud. Botoșani, com. Mihălășeni, MIHĂLĂȘENI, Șesul Bașeului Material: lut; modelare la roată     | Oală, lucrată la roată din pastă cărămizie, zgrumțuroasă, cu fundul ușor concav. | Muzeul Județean Botoșani, Botoșani | Cimec    |
|      | Oală                           | Datare: sec. IV-V Școală: Mihălășeni Descoperit: jud. Botoșani, com. Mihălășeni, MIHĂLĂȘENI, Șesul Bașeului Material: lut; modelare cu mâna      | Oală, de dimensiuni mici, lucrată cu mâna, din pastă zgrumțuroasă, cu fundul plat. | Muzeul Județean Botoșani, Botoșani | Cimec    |
|      | Ghioc                          | Datare: sec. IV-V Școală: Mihălășeni Descoperit: jud. Botoșani, com. Mihălășeni, MIHĂLĂȘENI, Șesul Bașeului Material: scoică                     | Scoică Murex, neprelucrată. | Muzeul Județean Botoșani, Botoșani | Cimec    |
|      | Oală                           | Datare: sec. IV-V Școală: Mihălășeni Descoperit: jud. Botoșani, com. Mihălășeni, MIHĂLĂȘENI, Șesul Bașeului Material: lut; modelare cu mâna      | Oală, lucrată cu mâna, din pastă zgrumțuroasă, decorată cu trei butoni și având fundul plat, profilat. | Muzeul Județean Botoșani, Botoșani | Cimec    |
|      | Oală                           | Datare: sec. IV-V Școală: Mihălășeni Descoperit: jud. Botoșani, com. Mihălășeni, MIHĂLĂȘENI, Șesul Bașeului Material: lut ars; modelare la roată | Oală, lucrată la roată din pastă zgrumțuroasă, cu fund concav. | Muzeul Județean Botoșani, Botoșani | Cimec    |
|      | Oală                           | Datare: sec. IV-V Școală: Mihălășeni Descoperit: jud. Botoșani, com. Mihălășeni, MIHĂLĂȘENI, Șesul Bașeului Material: lut ars; modelare la roată | Oală lucrată la roată din pastă zgrumțuroasă, cu fund inelar profilat. | Muzeul Județean Botoșani, Botoșani | Cimec    |
|      | Oală                           | Datare: sec. IV-V Școală: Mihălășeni Descoperit: jud. Botoșani, com. Mihălășeni, MIHĂLĂȘENI, Șesul Bașeului Material: lut ars; modelare la roată | Oală lucrată la roată din pastă zgrumțuroasă, cu fund concav profilat. | Muzeul Județean Botoșani, Botoșani | Cimec    |
|      | Râșniță                        | Școală: Drăgușeni Descoperit: jud. Botoșani, com. Drăgușeni, Drăgușeni, Sărata Material: Gresie                                                  | Lucrat din gresie. Are forma oarecum ovală cu marginile inegale, ovalizată ca urmare a folosirii sale. | Muzeul Județean Botoșani, Botoșani | Cimec    |
|      | Pumnal                         | Școală: Liveni Descoperit: jud. Botoșani, com. Manoleasa, Liveni, Sărături Material: Lut                                                         | Este realizat intr-un os lung prin tăiere și șlefuire. Are forma alungită, vârful ascuțit. Prezintă un șanț longitudinal pe partea posterioară. Are două adâncituri laterale pentru priză. | Muzeul Județean Botoșani, Botoșani | Cimec    |
|      | Frecător                       | Școală: Drăgușeni Descoperit: jud. Botoșani, com. Drăgușeni, Drăgușeni, Ostrov Material: Granit                                                  | Lucrat din granit. Are formă tronconică, baza de formă ovală, dreaptă, marginea netezită. | Muzeul Județean Botoșani, Botoșani | Cimec    |
|      | Vârf de lance                  | Școală: Vorniceni Descoperit: jud. Botoșani, com. Vorniceni, Vorniceni, Podișul Ibăneasa Material: Silex                                         | Realizat din silex, este retușat pe întreaga suprafață. Are formă triunghiulară, buza dreaptă, profilul drept, culoare gri cu pete albe. Este retușat pe două laturi. | Muzeul Județean Botoșani, Botoșani | Cimec    |
|      | Vas miniatural                 | Școală: Vorniceni Descoperit: jud. Botoșani, com. Vorniceni, Vorniceni, Pod Ibăneasa Material: lut; modelare                                     | Vas miniatural crater lucrat din pastă fină, ars oxidant. Are forma unui crater, gura largă, buza evazată, gâtul scurt, corpul tronconic, cu profil arcuit, fundul nedefinit. Pe gât sub buză are două proeminențe mici perforate orizontal. Este pictat bicrom cu roșu pe fond alb. Pe buză și la baza ei s-au trasat trei benzi orizontale.                                                                                  | Muzeul Județean Botoșani, Botoșani | Cimec    |
|      | Castronel                      | Școală: Vorniceni Descoperit: jud. Botoșani, com. Vorniceni, Vorniceni, Pod Ibăneasa Material: lut; modelare                                     | Vas din pastă fină, ars oxidant. Are forma unui castronel miniatural, umărul în carenă, buza înclinată spre interior, fundul nedefinit, ușor rotunjit, o proeminență laterală străpunsă orizontal. Pe buză este pictat cu benzi liniare cinci dintre acestea în bandă lată cu brun pe fond alb. Pe fund sunt reprezintate ove în zone opuse, interspațiul e decorat cu motive complementare formate din benzi liniare arcuite. | Muzeul Județean Botoșani, Botoșani | Cimec    |
|      | Vas miniatural                 | Școală: Vorniceni Descoperit: jud. Botoșani, com. Vorniceni, Vorniceni, Pod Ibăneasa Material: lut; modelare                                     | Vas miniatural lucrat din pastă fină, ars oxidant. Are corpul tronconic, fundul nedefinit, borul evazat, o proeminență - tortiță străpunsă orizontal. E decorat doar exterior într-un singur registru, pictat bicrom cu ciocolatiu pe fond alb. În două zone opuse separate printr-o linie diametrală, plecând din zona fundului, se arcuiesc spre buză ove.                                                                   | Muzeul Județean Botoșani, Botoșani | Cimec    |
|      | Greutate                       | Școală: Roma Descoperit: jud. Botoșani, com. Roma, Roma, Balta lui Ciobanu Material: lut; modelare                                               | Piesa are formă de semilună, capetele rotunjite, ovale în secțiune. La extremități prezintă câte un orificiu circular, perpendicular pe axul piesei. | Muzeul Județean Botoșani, Botoșani | Cimec    |
|      | Greutate                       | Școală: Roma Descoperit: jud. Botoșani, com. Roma, Roma, Balta lui Ciobanu Material: lut; modelare                                               | Greutate în formă de semilună. Capete rotunjite, ovale în secțiune. La capete prezintă câte un orificiu circular, oblic față de axul piesei. | Muzeul Județean Botoșani, Botoșani | Cimec    |
|      | Ac                             | Școală: Vorniceni Descoperit: jud. Botoșani, com. Vorniceni, Vorniceni, Pod Ibăneasa Material: os; tăiere                                        | Ac realizat din os, șlefuit, lustruit, de culoare albă. Capătul activ este foarte ascuțit. | Muzeul Județean Botoșani, Botoșani | Cimec    |
|      | Topor                          | Școală: Vorniceni Descoperit: jud. Botoșani, com. Vorniceni, Vorniceni, Pod Ibăneasa Material: cuarț - siltit; tăiere                            | Topor trapezoidal convex. Profilul longitudinal este simetric ca și cel transversal. Este puțin știrbit la gură. Culoare cenușie. | Muzeul Județean Botoșani, Botoșani | Cimec    |
|      | Topor                          | Școală: Vorniceni Descoperit: jud. Botoșani, com. Vorniceni, Vorniceni, Pod Ibăneasa Material: os; tăiere                                        | Ac de os, realizat din os, tăiat, șlefuit, lustruit, întreg. Este găurit în capătul gros pe o laterală . | Muzeul Județean Botoșani, Botoșani | Cimec    |
|      | Împungător                     | Școală: Vorniceni Descoperit: jud. Botoșani, com. Vorniceni, Vorniceni, Pod Ibăneasa Material: os; tăiere                                        | Obiect realizat prin tăierea și șlefuirea unui os lung. Ascuțit la un capăt, de culoare albă (a osului). | Muzeul Județean Botoșani, Botoșani | Cimec    |
|      | Spatulă                        | Școală: Vorniceni Descoperit: jud. Botoșani, com. Vorniceni, Vorniceni, Pod Ibăneasa Material: os; tăiere                                        | Unealtă de os rotunjită la un capăt, tăiată, șlefuită. | Muzeul Județean Botoșani, Botoșani | Cimec    |
|      | Baton                          | Școală: Vorniceni Descoperit: jud. Botoșani, com. Vorniceni, Vorniceni, Pod Ibăneasa Material: os; tăiere                                        | Obiect realizat prin tăierea și șlefuirea unui fragment de os. Unul din capete este ușor șlefuit. | Muzeul Județean Botoșani, Botoșani | Cimec    |
|      | Vârf de săgeată                | Școală: Vorniceni Descoperit: jud. Botoșani, com. Vorniceni, Vorniceni, Pod Ibăneasa Material: silexit; cioplire                                 | Piesă triunghiulară, laturile lungi ușor arcuite, baza este ușor scobită pentru o mai bună fixare, retușată pe ambele fețe. | Muzeul Județean Botoșani, Botoșani | Cimec    |
|      | Vârf de săgeată                | Școală: Vorniceni Descoperit: jud. Botoșani, com. Vorniceni, Vorniceni, Pod Ibăneasa Material: silexit; cioplire                                 | Vârf triunghiular lung, laturi drepte, retușate pe ambele fețe, baza ușor convexă. | Muzeul Județean Botoșani, Botoșani | Cimec    |
|      | Vârf de săgeată                | Școală: Vorniceni Descoperit: jud. Botoșani, com. Vorniceni, Vorniceni, Pod Ibăneasa Material: silexit; cioplire                                 | Vârf de săgeată triunghiular, are baza ușor convexă, retușat pe toate cele trei laturi, inclusiv baza, pentru o mai bună fixare. | Muzeul Județean Botoșani, Botoșani | Cimec    |
|      | Vârf de săgeată                | Școală: Vorniceni Descoperit: jud. Botoșani, com. Vorniceni, Vorniceni, Pod Ibăneasa Material: silexit; cioplire                                 | Piesă triunghiulară, laturile lungi, puțin arcuite, are baza dreaptă. Are retușe pe una din fețe. | Muzeul Județean Botoșani, Botoșani | Cimec    |
|      | Vârf de săgeată                | Școală: Vorniceni Descoperit: jud. Botoșani, com. Vorniceni, Vorniceni, Pod Ibăneasa Material: silexit; cioplire                                 | Vârf triunghiular, ușor asimetric, vârf rupt. Pe una din suprafețe, cortex, retușat pe ambele fețe și laturi, baza ușor convexă. | Muzeul Județean Botoșani, Botoșani | Cimec    |
|      | Vârf de săgeată                | Școală: Vorniceni Descoperit: jud. Botoșani, com. Vorniceni, Vorniceni, Pod Ibăneasa Material: silexit; cioplire                                 | Vârf de săgeată triunghiular, cu baza dreaptă, retușată pe ambele fețe și laturi. Baza este și ea retușată pentru o mai bună fixare. | Muzeul Județean Botoșani, Botoșani | Cimec    |
|      | Statuetă antropomorfă          | Descoperit: jud. BOTOȘANI, ȘTEFĂNEȘTI, Stânca Doamnei Material: lut; modelare; ardere                                                            | Statuetă de tip fusiform, din care s-a păstrat zona taliei până la pulpele picioarelor. Are talia marcată, amorsele laterale străpunse, ombilicul străpuns orizontal, picioarele demarcate virtual prin incizii pe ambele fețe. | Muzeul Județean Botoșani, Botoșani | Cimec    |
|      | Statuetă antropomorfă          | Descoperit: jud. BOTOȘANI, com. DRĂGUȘENI, DRĂGUȘENI, Ostrov Material: lut; modelare; incizare; ardere                                           | Piesa este păstrată de la talie în jos, este decorată cu incizii pe toată suprafața corpului, pe abdomen prezintă un romb tăiat în patru, pe picioare au fost incizate triunghiuri și un romb. | Muzeul Județean Botoșani, Botoșani | Cimec    |
|      | Statuetă antropomorfă          | Descoperit: jud. BOTOȘANI, com. DRĂGUȘENI, DRĂGUȘENI, Ostrov Material: lut; modelare; incizare; ardere                                           | Piesa este aproape întreagă, îi lipsește capul și o parte din picioare. Are talia marcată, umerii înălțați, șoldurile dezvoltate. Este decorată cu incizii foarte fine, cu romburi și triunghiuri incizate. | Muzeul Județean Botoșani, Botoșani | Cimec    |
|      | Statuetă antropomorfă feminină | Descoperit: jud. BOTOȘANI, com. DRĂGUȘENI, DRĂGUȘENI, Ostrov Material: lut; modelare; incizare; ardere                                           | Piesa este aproape întreagă, îi lipsește doar vârful picioarelor. Are capul lățit spre spate, umerii ridicați în sus, corpul plat, șolduri proeminente, despărțite printr-o linie incizată. Este ornamentată cu incizii ce formează romburi și triunghiuri pe suprafața corpului. | Muzeul Județean Botoșani, Botoșani | Cimec    |
|      | Statuetă antropomorfă          | Descoperit: jud. BOTOȘANI, ȘTEFĂNEȘTI, Stârcea Material: lut; modelare; ardere                                                                   | Păstrează partea inferioară, este de tip fusiform, pictată cu negru pe fond roșu. | Muzeul Județean Botoșani, Botoșani | Cimec    |
|      | Statuetă antropomorfă          | Descoperit: jud. BOTOȘANI, ȘTEFĂNEȘTI, Stârcea Material: lut; modelare; ardere                                                                   | Fragment de cap de statuetă antropomorfă, păstrat parțial, ce prezintă mai bine de jumătate de față cu un nas sub forma unei nervuri, gura - două incizii orizontale, urechea stîngă prezintă 8 străpungeri orizontale, gît, avînd deasupra capului un ornament sub formă arcuită. | Muzeul Județean Botoșani, Botoșani | Cimec    |
|      | Statuetă antropomorfă          | Descoperit: jud. BOTOȘANI, com. DRĂGUȘENI, DRĂGUȘENI, Ostrov Material: lut; modelare; incizazare; ardere                                         | Piesa a fost modelată din pastă de calitate, arsă la roșu. Este fragmentară, îi lipsește jumătatea inferioară.Capul este secționat, a avut ochii străpunși. Este ornamentată cu incizii pe ambele fețe, pe abdomen are un romb incizat. | Muzeul Județean Botoșani, Botoșani | Cimec    |
|      | Statuetă antropomorfă          | Descoperit: jud. BOTOȘANI, com. DRĂGUȘENI, DRĂGUȘENI, Ostrov Material: lut; modelare; incizazare; ardere                                         | Piesa prezintă partea superioară a corpului de la talie în sus, are pe corp incizii în V și triunghiuri. În zona ombilicului are abdomenul perforat dintr-o parte în cealaltă. | Muzeul Județean Botoșani, Botoșani | Cimec    |
|      | Statuetă antropomorfă          | Descoperit: jud. BOTOȘANI, com. DRĂGUȘENI, DRĂGUȘENI, Ostrov Material: lut; modelare; incizazare; ardere                                         | Piesa păstrează partea superioară, de la talie în sus. Are umerii ridicați în sus, ochii străpunși, nasul sub formă de creastă. Decorată cu incizii pe corp. | Muzeul Județean Botoșani, Botoșani | Cimec    |
|      | Statuetă antropomorfă          | Descoperit: jud. BOTOȘANI, ȘTEFĂNEȘTI, Stânca Doamnei Material: lut; modelare; ardere                                                            | Fragmentul de statuetă prezintă capul și gâtul acesteia. Capul este sub forma unui disc și are reprezentat nasul sub forma unei nervuri proeminente, ochii străpunși, gâtul rotund. | Muzeul Județean Botoșani, Botoșani | Cimec    |